# Plau am See
Plau am See ist eine Kleinstadt im äußersten Osten des Landkreises Ludwigslust-Parchim. Sie ist der Sitz des Amtes Plau am See und ein Unterzentrum in Südmecklenburg. Für den seit 1998 staatlich anerkannten Luftkurort hat heute vor allem Tourismus Bedeutung. Stadt und Amt bilden den östlichen Rand der Metropolregion Hamburg.

## Lage
Die Kleinstadt Plau am See liegt 80 km südlich von Rostock und 73 km ostsüdöstlich der Landeshauptstadt Schwerin. Sie liegt am Ausgang der Müritz-Elde-Wasserstraße aus dem Plauer See. Das hügelige Gebiet um Plau ist durch die letzte Weichsel-Kaltzeit vor 20.000 Jahren geformt worden und erreicht mit 109,3 m ü. NHN bei Gaarz den höchsten Punkt, während der Spiegel des Plauer Sees auf 62 m ü. NHN liegt. Am Südende der Stadt liegt das Naturschutzgebiet Plauer Stadtwald.

## Stadtgliederung

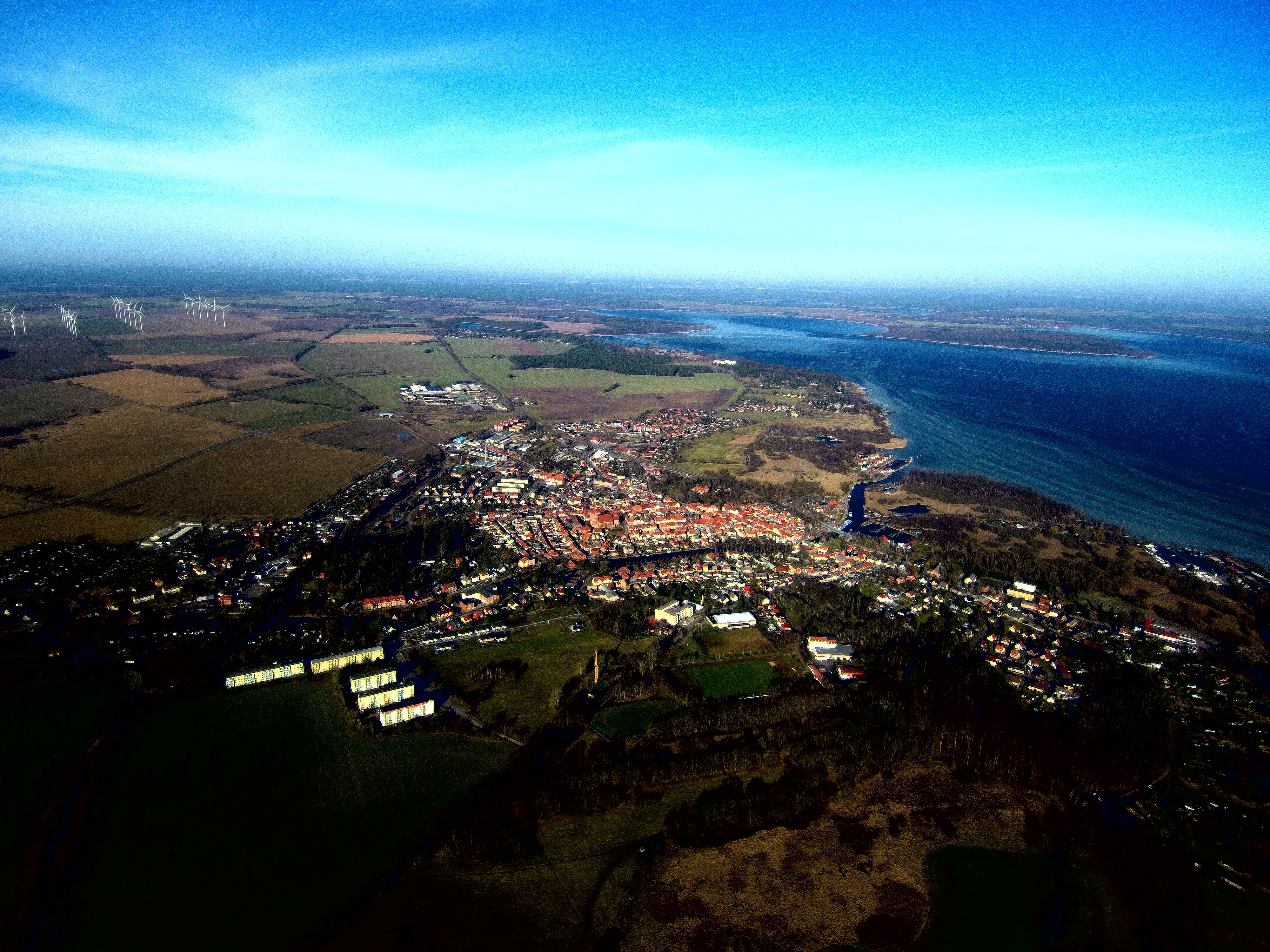
Plau aus südlicher Richtung

Die Stadt besteht aus folgenden Ortsteilen:
- Plau am See (Innenstadt)
- Gaarz, ehem. Stadtgut
- Hof Lalchow, ehem. Domanialgut
- Karow, ehem. Rittergut
- Klebe, ehem. Kirchengut
- Leisten, ehem. Rittergut
- Quetzin, ehem. Bauerndorf
- Reppentin, ehem. Schäferei

Weitere Wohnplätze innerhalb des Stadtgebiets sind Appelburg (Silbermühle), Heidenholz, Plötzenhöhe und Seelust. Zum Ortsteil Karow zählen Teerofen, Hahnenhorst und Hütte.

## Geschichte

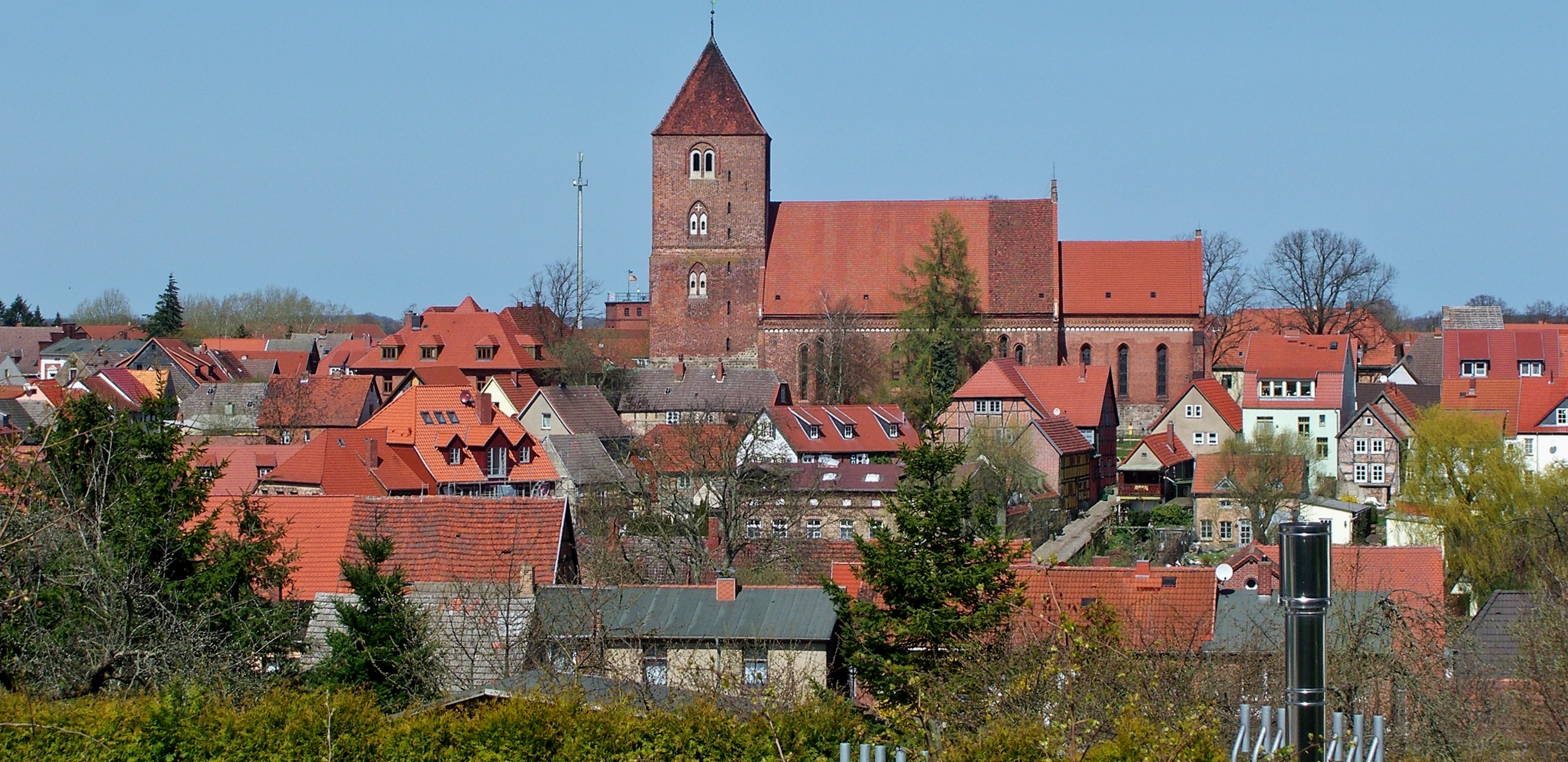
Altstadt von Süden mit St. Marien

Die Stadt hieß um 1235 wie das Gebiet Plawe. Der Name hielt sich bis ins 16. Jahrhundert und wurde dann entsprechend seiner Lautform Plau geschrieben. Plawe ist der polabische Flurname für den Ort, wo Flößerei betrieben wurde. Am 11. Januar 1994 wurde der Name der Stadt Plau durch den Zusatz am See ergänzt, um Verwechslungen mit Plaue (Thüringen), Plauen und Plaue (Brandenburg an der Havel) zu vermeiden.

### Vor- und Frühgeschichte
Der Nachweis von Spuren menschlicher Besiedlung und Kultur im Raum Plau geht bis in die Mittelsteinzeit zurück. Ein 1846 bei Kiesabbauarbeiten gefundenes Hockergrab wird der Duvensee-Gruppe 7000 bis 6000 Jahre v. Chr. zugeordnet. Dem Begräbnis waren u. a. eine Hirschgeweihaxt, zwei längsgeteilte Eberhauer und drei Hirschzähne, davon zwei durchbohrt, beigegeben. Zu den frühzeitlichen Funden gehören eine in der Stietzstraße geborgene Spitzhaue aus Stein, ein in der Großen Burgstraße gefundenes Kernbeil aus schwarzem Flintgestein und ein bei Baggerarbeiten in der Elde nahe der Schleuse gefundenes Scheibenbeil. Zu den Besiedlungsspuren aus der Jungsteinzeit (4000 bis 1800 v. Chr.) gehören die im 19. Jahrhundert zerstörten Großsteingräber. Aus der Bronzezeit (1800 bis 600 v. Chr.) stammen einige Hügelgräber, aus der Eisenzeit (um 600 v. Chr.) und der spätrömischen Kaiserzeit (1. bis 3. Jh.) die Urnengräber südwestlich von Plau bei Reppentin, die durch Robert Beltz und Horst Keiling archäologisch untersucht und dokumentiert worden sind.
Die Einzelfunde werden durch zahlreiche Funde komplettiert, die 2016 westlich der Stadt auf der alten Gemarkung Klebe bei einer archäologischen Grabung geborgen wurden. Die Grabung wurde im Vorfeld des Baus der Ortsumgehung (Nordtangente) durchgeführt. Auch hier reichen die Funde bis in die Zeit vor etwa 7000 Jahren zurück.
Die auf die germanische folgende slawische Besiedlung begann in der Region etwa in der Zeit um 700 n. Chr. Im Plauer Stadtwald liegt der Slawische Burgwall Gaarz aus dem 8. Jahrhundert. Dabei handelt es sich wahrscheinlich um eine Burganlage der Bethenzer, die bereits im 10. Jahrhundert gegenüber der nordöstlich gelegenen neu begründeten Burg Kutin ihre Bedeutung verlor.

### 12. bis 15. Jahrhundert

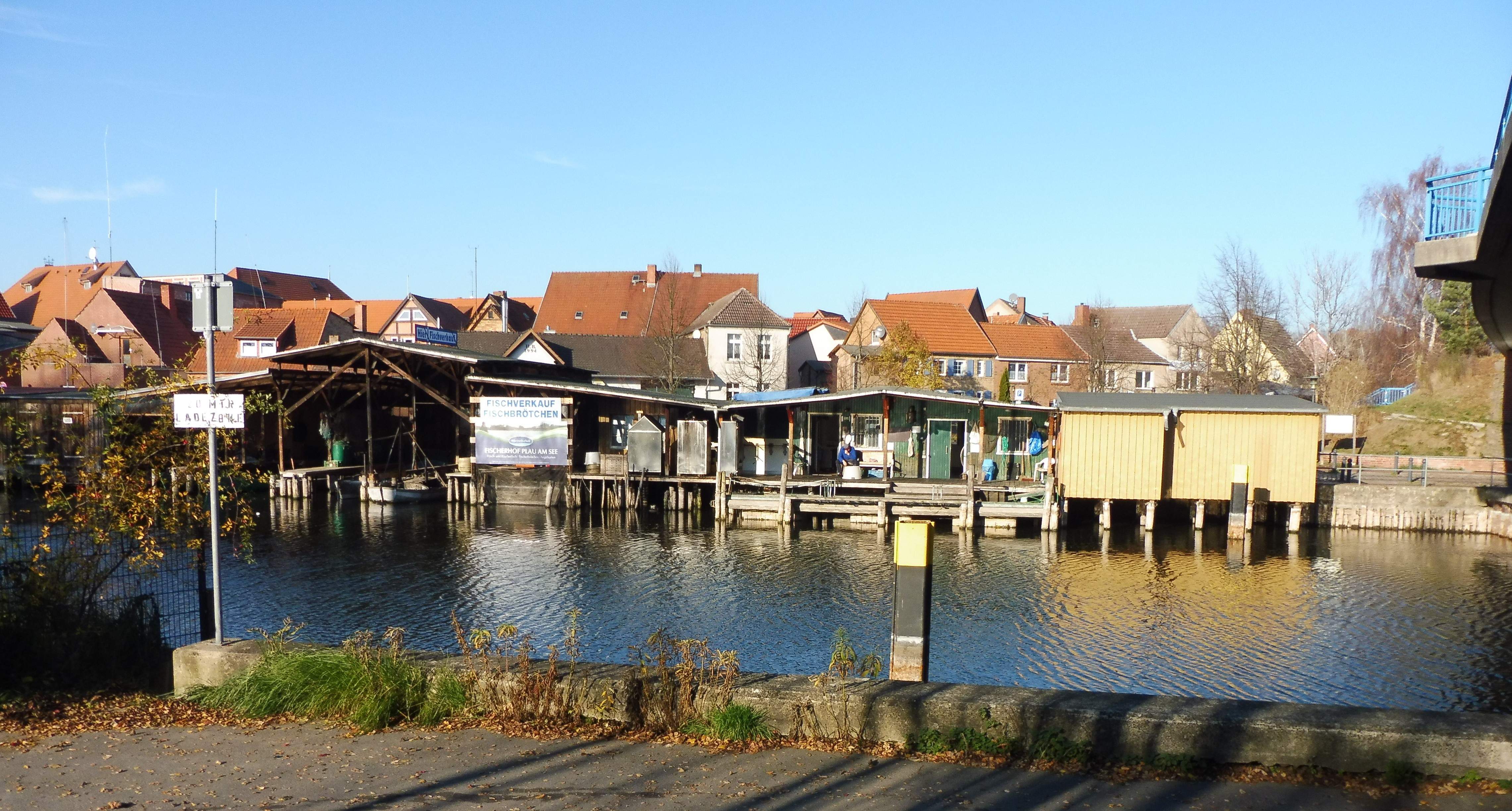
Plauer Fischer (2018)

Plau am See ist im 13. Jahrhundert aus der slawischen Siedlung der Fischer und Flößer Plawe entstanden. Diese Siedlungsstruktur ist noch heute im ovalen Grundriss der östlichen Altstadt erkennbar. In diesem Bereich konnten auch die meisten slawischen Bodenfunde geborgen werden. Die nördlich gelegene slawische Burg und Siedlung Quetzin, deren dendrochronologischer Nachweis bis ins späte 10. Jahrhundert zurückreicht, bildete ein kulturelles Zentrum des slawischen Stammes der Warnower. Nach der 1164 erfolgten Zerstörung der Burg und der Eroberung und Christianisierung durch Heinrich den Löwen gehörte das Land Kuissin zur Herrschaft Mecklenburg und fiel 1234 durch die erste mecklenburgische Hauptlandesteilung an die Herrschaft Parchim-Richenberg. Das eher versteckt liegende Quetzin verlor nun zunehmend seine Bedeutung an die für den Handelsverkehr an der wichtigen Handelsstraße von der Mark Brandenburg nach Rostock weitaus günstiger gelegene Siedlung Plau. Diese erlebte nun ihren Aufschwung und wurde als Stadt erstmals 1235 urkundlich erwähnt. Die in dieser Urkunde bestätigten Stadtrechte sind 1225 oder 1226 durch die Fürsten Heinrich Borwin I. und Heinrich Borwin II. gleichzeitig mit Parchim verliehen worden. Um 1225 wurde der Bau der Marienkirche begonnen und Ende des 13. Jahrhunderts vollendet. Eine erste Brücke über die Elde an Stelle einer Furt war durch die Anhebung des Wasserspiegels nach dem Bau zweier Wassermühlen notwendig geworden. Die Brücke ist in ihrer ersten Bauphase archäologisch auf die Zeit um 1222/24 datiert worden, eine erforderliche Erhöhung erfolgte um 1246/1251. 1273 ist Plau der Sitz eines fürstlichen Vogtes.
Ein durch Fürst Nikolaus II. von Werle auf einer am nordöstlichen Stadtrand gelegenen und in den Plauer See ragenden Landzunge erbautes fürstliches Haus (Schloss) wird erstmals 1287 erwähnt, das ab 1448 zur Burganlage erweitert wurde. Der Ausbau mit umfangreichen Befestigungsanlagen erfolgte 1448 bis 1463 zum Schutz gegen Raubritter (u. a. von Quitzow, Gans zu Putlitz) aus der südlich der Stadt gelegenen Prignitz. Vogt Lüdecke Hahn hatte von 1449 bis 1463 hier seinen Sitz. Der weitere Ausbau zu einer bedeutenden Festung erfolgte 1538–50. Erst durch Aufschüttung des Burgwalles und Aushebung des Burggrabens bekam die Anlage 1541 Inselcharakter.
Ende des 13. Jahrhunderts erhielt der Ort durch eine Stadtmauer mit drei großen (Burg-, Stein- und Eldentor) und einem kleinen Stadttor (Mühlentor) weiteren Schutz. Die Stadttore waren bis ins 19. Jahrhundert erhalten. Im Norden und Nordosten sind versteckt noch Reste der Mauer und des Wallgrabens erkennbar. Imposant ist die im 13. Jahrhundert errichtete dreischiffige Pfarrkirche St. Marien.
Die ursprüngliche Stadtfeldmark in einer Größe von 60 Hufen ist durch Zukauf von mehreren umliegenden Dorffeldmarken erheblich bis auf die heutige Größe erweitert worden. Die so vereinnahmten Dörfer Slapsow (1244), Gedin (1292), Grapentin (1292), Gardin (1300?), Wozeken (1323) und das alte Gaarz (1376/1381) fielen wüst; einzig das 1308 erworbene Dorf Quetzin blieb als Ortsteil bis in heutige Zeit erhalten.
Während das 13. Jahrhundert der Stadt einen großen Aufschwung brachte, ist insbesondere im Verlauf des 14. Jahrhunderts – wie in ganz Mecklenburg – ein Niedergang unübersehbar.
Landesherren der Stadt
- bis Anfang 1227: Heinrich Borwin I.
- 1229–1238: Johann I. (Mecklenburg) (als Vormund seines Bruders Pribislav)
- 1238–1256: Pribislaw I.
- 1256–1272: fürstliche Verwandte für den entmachteten Pribislav
- 1272–1277: Nikolaus I. (Werle)
- 1277–1280: dessen Söhne Heinrich I. und Johann I. gemeinschaftlich
- 1280–1283: Johann I. allein
- 1283–1293: dessen Sohn Fürst Nikolaus II. (Werle)
- 1293–1295: Verpfändung an den Ritter Hermann Ribe
- 1295–1298: Verpfändung an den Fürsten Wizlaw II. von Rügen (1260–1302)
- 1298–1316: wieder Nikolaus II. von Werle
- 1316–1337: Johann II. (Werle)
- 1337–1356: Nikolaus III. (Werle)
- 1356–1375: Verpfändung an Albrecht II. (Mecklenburg)
- 1361–1375: Unterverpfändung an die Ritter Heinrich von Stralendorff, Otto von Dewitz und Dankwardt von Bülow
- 1375–1400: Lorenz von Werle-Güstrow († 1400)
- 1375–1403/05: Verpfändung an Ritter Heinrich von Bülow gen. Grotekop sowie dessen Brüder und Kinder, namentlich Vicke von Bülow
- 1400–1436: Balthasar (Werle), Johann VII. (Werle) und Wilhelm (Werle)

Nach Erlöschen der Herrschaft Werle war Plau ab 1436 Landstadt in Mecklenburg und als solche eine der Städte im Wendischen Kreis, die bis 1918 auf mecklenburgischen Landtagen der 1523 vereinten Landstände vertreten waren. 1496 hatte die Stadt 616 erwachsene Einwohner, Kinder wurden nicht gezählt. Das kleine Schloss von 1287 wurde 1448/1463 zur Burganlage befestigt.

### 16. bis 18. Jahrhundert

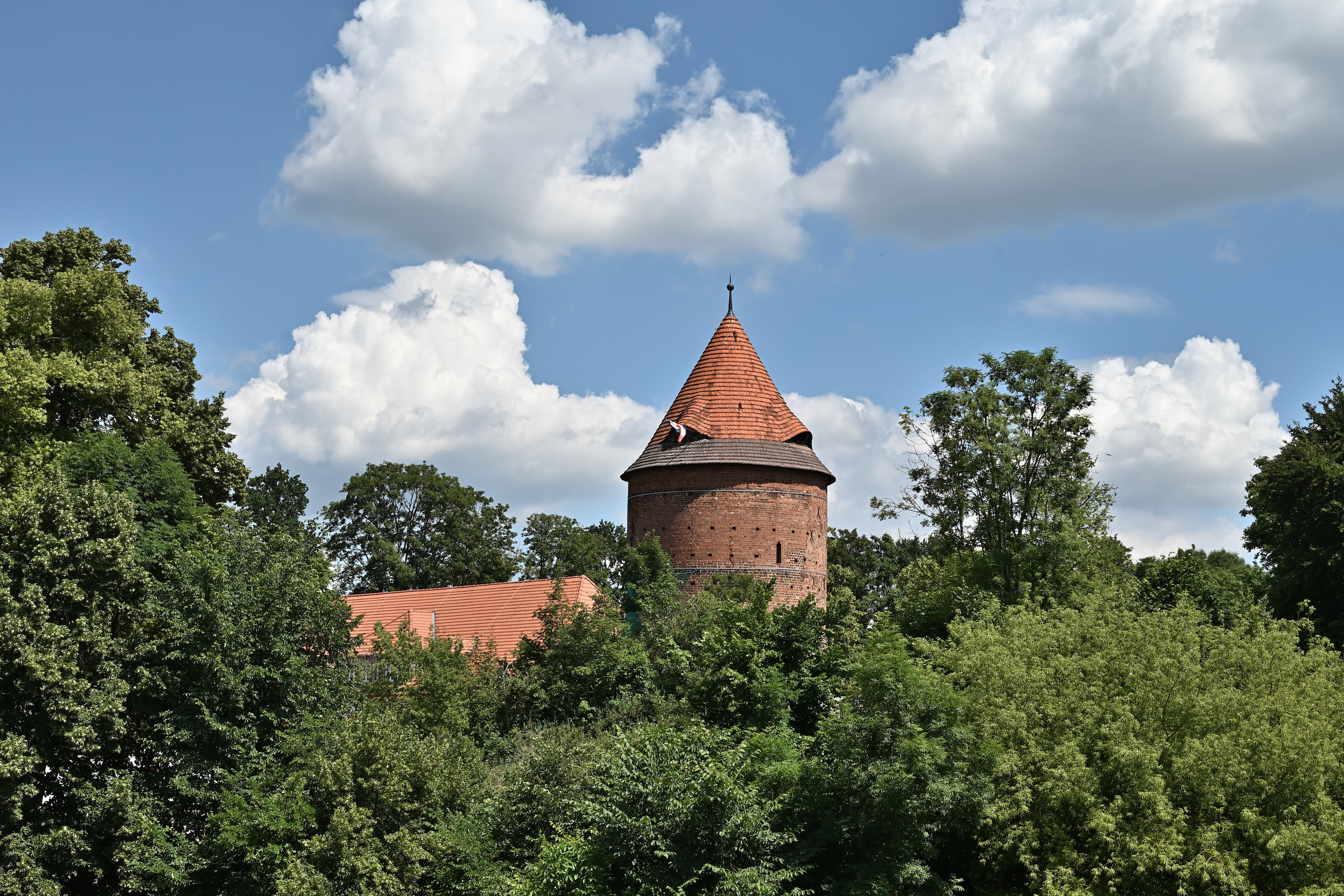
Burgturm

Anfang des 16. Jahrhunderts wandte sich Herzog Heinrich der Friedfertige in besonderem Maße den Geschicken der Stadt zu. So ließ er 1514 am Südhang des Klüschenberges einen Weinberg anlegen. Ein Weingarten bestand schon seit 1507 nördlich der Burg. Nach dem Tod des Herzogs wurde der Weinanbau wieder aufgegeben. 1538 bis 1550 erfolgte durch den Herzog der Ausbau zu einer der größten Festungen Norddeutschlands. Im Dreißigjährigen Krieg verwüsteten ab 1626 mehrere Belagerungen durch kaiserliche und schwedische Truppen die Stadt. 1630/1631 und 1638 waren durch verheerende Pestepidemien mehr als 600 Opfer zu verzeichnen. Von rund 1500 Einwohnern vor dem Krieg lebten nach dem Visitationsbericht der Pfarre 1649 nur noch 238 Erwachsene (ab 15 Jahren), Kinder wurden nicht erwähnt. Nach 1660 wurde die Festung geschleift. Erhalten sind die Wallanlage, der Burgturm und das 1822 auf dem Gewölbekeller des ehemaligen Zeughauses errichtete Amts- und Postmeisterhaus.
Mehrere Brände setzten der Stadt zu. Um 1455 brannte unter anderem das Rathaus ab, 1553 gingen 60 Wohnhäuser und Nebengebäude verloren. Über die Brände von 1560 und 1563 sind keine Schadensberichte erhalten. 1631 brannten 61 Wohnhäuser und Nebengebäude ab. 133 von 177 Häusern (einschließlich Schule und Pfarrhäusern) wurden 1696 zerstört, 1726 gingen 68 Häuser und 25 Scheunen in Flammen auf. Der Brand von 1756 vernichtete 244 Häuser und 179 Nebengebäude und damit 95 Prozent der Bebauung. Die Kirche blieb erhalten. Danach wurden viele Häuser auf den alten Grundrissen nach dem Vorbild des niedersächsischen Hallenhauses neu gebaut.
Von 1735 bis 1787 waren die Stadt und das Amt Plau an die Krone Preußen verpfändet. Eine Schwadron preußischer Husaren, die von den Bürgern verpflegt werden mussten, lebte während dieser Zeit auf der Burg und in der Stadt. Das Tuchmachergewerbe gewann in jener Zeit eine gewisse Bedeutung. Eine private und eine großherzogliche Tuchfabrik fertigten im 19. Jahrhundert Stoffe für Uniformen.

### 19. Jahrhundert
Das 19. Jahrhundert begann auch für Mecklenburg mit der Franzosenzeit. Anfang November 1806 plünderten 18.000 Mann des Korps von General Nicolas Jean-de-Dieu Soult drei Tage lang die Stadt und verursachten einen Schaden von 70.000 Talern.
Die nachfolgende Zeit war geprägt vom wirtschaftlichen Aufschwung. 1830 entstand in der Stadt eine großherzogliche Maschinenlohnanstalt (Tuchfabrik), 1840 eine Maschinenfabrik mit Eisengießerei. 1845 fuhr der erste Seitenraddampfer Alban über den Plauer See bis nach Röbel. 1850 baute Hermann Daries sen. am Ausfluss der Elde aus dem Plauer See eine Kalkbrennerei (Kalkofen), und 1868 kam eine Ziegelei hinzu. Mitte des Jahrhunderts war die Stadt mit 553 „wohlgebauten“ Häusern bebaut. Etwa ab 1880 wurden viele Häuserfassaden modernisiert, wobei Fachwerkfassaden mit Sichtmauerwerk oder Putz verkleidet wurden. 1882 erhielt Plau Eisenbahnanschluss. Ein Plauer Segelverein gründete sich 1884. Das kaiserliche Postamt wurde 1887 gebaut. Zwei Jahre später folgte am Markt das Rathaus im Stil der Neorenaissance; das alte war kurz zuvor abgebrannt. Erst 1926 wurde das Wasserwerk in Betrieb genommen, bis dahin mussten die Bürger Wasser aus Brunnen mit mäßiger Wasserqualität beschaffen.

### Neuere Geschichte

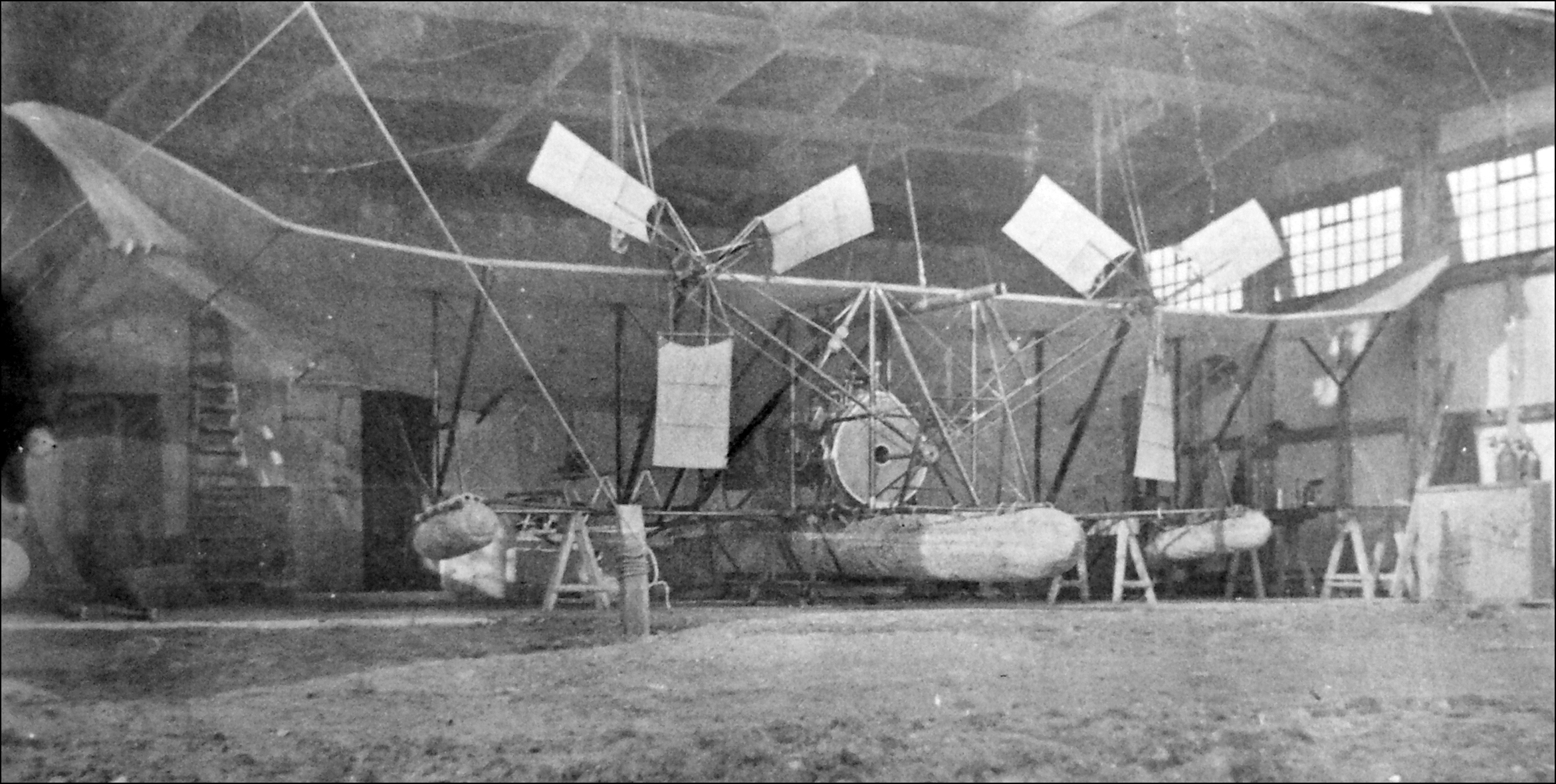
Parseval-Aeroplan

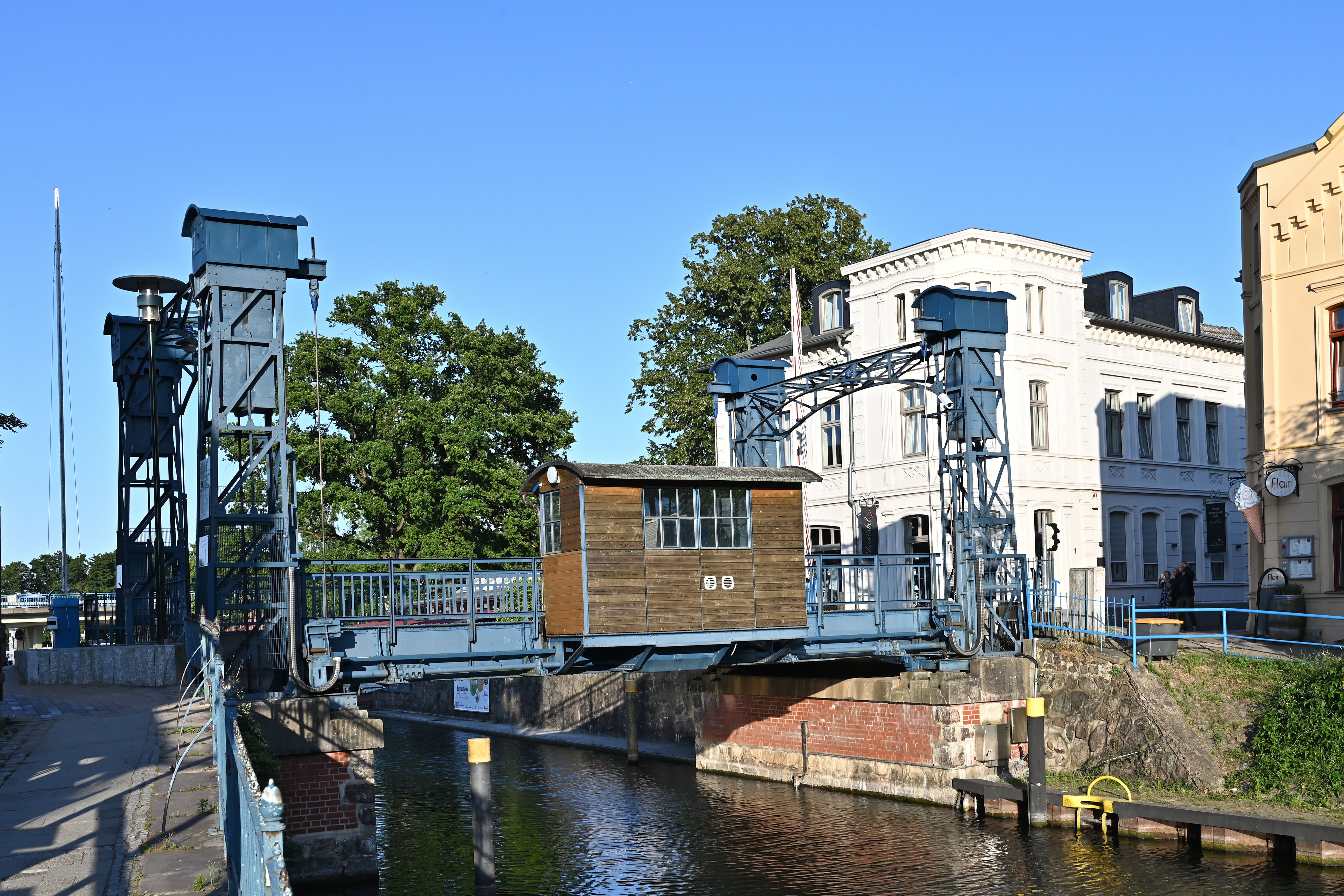
Hubbrücke von 1916

1910 rückten Plau und der Plauer See in den Fokus von Pionieren der Flugtechnik. Major August von Parseval testete ein von ihm konstruiertes Wasserflugzeug. Die Versuche waren trotz einiger gelungener Flüge wenig erfolgreich und wurden nicht fortgesetzt. Im gleichen Jahr charterte der Mecklenburgische Motor-Yachtklub (MMYC) einen Frachtkahn und ließ auf diesem eine Startrampe für Ein-Mann-Gleitflieger errichten. Nach einer Testreihe mit Dummys konnten Mitglieder des Klubs sich in diesem neuen Funsport versuchen. Die Landung nach nur kurzer Flugstrecke erfolgte immer im Wasser. Auch dieses Kapitel der Flugtechnik wurde nicht fortgeführt.
Während im Deutsch-Französischen Krieg für Plau und Umgebung drei Opfer zu beklagen waren, waren es im Ersten Weltkrieg 146. Die Zahl der Opfer des Zweiten Weltkrieges ist nicht genau zu bestimmen. Verschiedene Gedenkstätten erinnern an sie. Am 3. Mai 1945 zog die Rote Armee kampflos in die Stadt ein. Die Bevölkerungszahl hatte sich durch Flüchtlinge aus dem Osten auf etwa 8000 Personen fast verdoppelt. Die Hotels und Kurhäuser dienten als Flüchtlingsunterkünfte. Die Bodenreform erreichte die Stadt, indem die Stadtgüter Reppentin und Gaarz aufgesiedelt wurden. Die Pelztierfarm Appelburg mit einem Zuchtbestand von 328 Nerzen und 799 Silberfüchsen (1950) wurde von der sowjetischen Militäradministration übernommen. In der DDR wurden alle größeren Betriebe verstaatlicht.
Von 1952 bis 1994 gehörte Plau zum Kreis Lübz (bis 1990 im DDR-Bezirk Schwerin, dann im Land Mecklenburg-Vorpommern). 1994 wurde die Stadt in den Landkreis Parchim eingegliedert. Seit der Kreisgebietsreform 2011 liegt sie im Landkreis Ludwigslust-Parchim.

#### Solidarität nach Rathausbrand

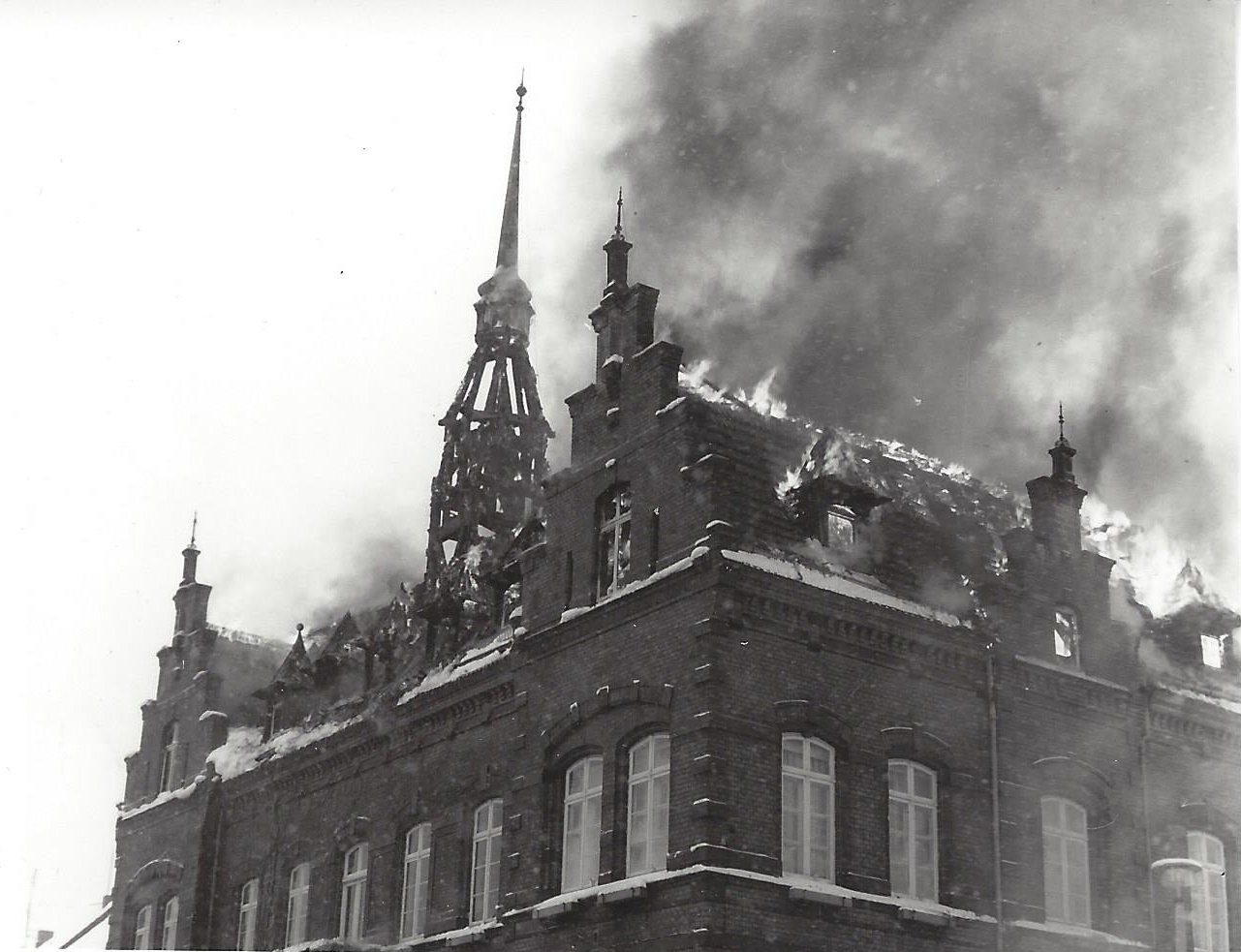
Feuer unterm Dach

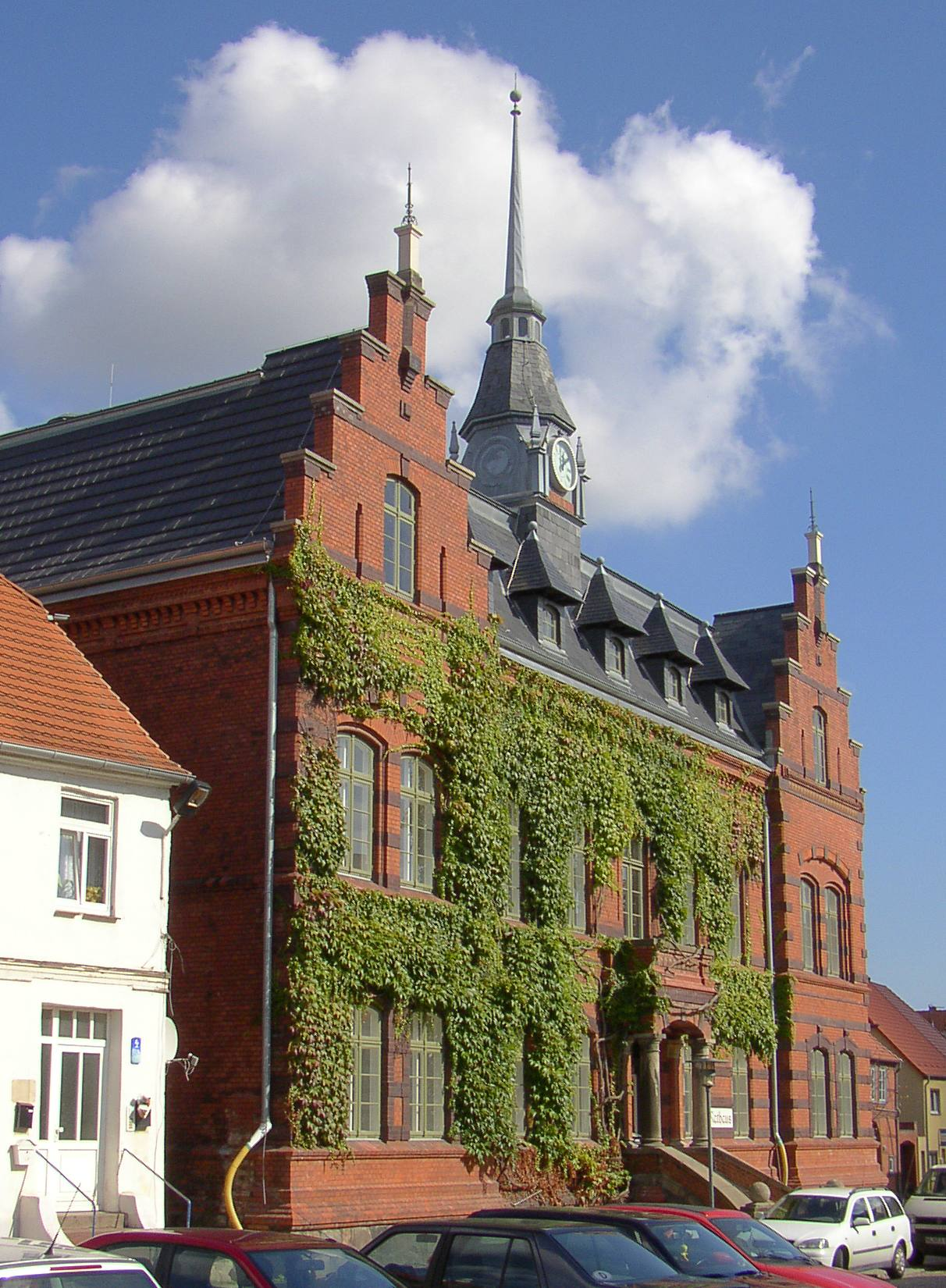
Rathaus heute

Im Januar 1985 – sechs Monate vor dem 750-jährigen Stadtjubiläum – brannte das Rathaus aus. Von den Mitarbeitern unbemerkt, hatte sich im verschlossenen Dachstuhl ein Schwelbrand entwickelt. Von Passanten alarmiert, öffneten die Mitarbeiter den Dachboden, was zum lichterlohen Brand des ganzen Hauses führte. Die Feuerwehr konnte nicht löschen, weil die Schlauchanschlüsse bei −8 °C eingefroren waren. Die Glocke der Rathausuhr fiel aus dem Glockenstuhl und durchschlug zwei Decken. Das Gebäude brannte bis auf die Außenmauern ab. Der Bezirk Schwerin sah sich außerstande, den Wiederaufbau zu finanzieren, und empfahl den Abriss. In beispielloser Solidarität brachten die Plauer innerhalb weniger Tage 70.000 Mark auf. Die Stadtverwaltung bezog das Kulturhaus, das von den ortsansässigen Handwerkern entgeltlos umgebaut und hergerichtet worden war. Baustoff wurde im Tauschhandel besorgt. Nun musste der Bezirk Schwerin mitziehen. Für mehr als 1 Million Mark wurde das Haus wiederhergestellt. Wenige Tage vor Beginn des Stadtjubiläums konnte die Stadtverwaltung wieder in das Rathaus ziehen.

#### Wende
Zur Zeit der Wende und friedlichen Revolution in der DDR hatten Propst Albrecht-Joachim Boldt und Pfarrer Klaus Rziha zentrale Bedeutung in Plau.
Ab 1991 wurde der denkmalgeschützte historische Stadtkern mit seinen vielen Fachwerkhäusern und den Gebäuden des Burgbereichs in die Städtebauförderung aufgenommen und zu großen Teilen grundlegend saniert. Das Stadtbild hat sich seitdem erheblich verbessert. Nachdem nahezu alle Industriebetriebe in den Nachwendejahren geschlossen werden mussten, sind der Tourismus, der seit 1991 eine sehr positive Entwicklung erfahren hat, und das Gesundheitswesen (Krankenhaus und zwei Reha-Kliniken) von überregionaler Bedeutung.

#### Gelöbnis der Bundeswehr
1997 initiierte Bürgermeister Jarchow das erste (und einzige) feierliche Gelöbnis der Bundeswehr in Plau. Am 16. Oktober 1997 wurden 700 Rekruten im Beisein von 2000 Gästen vereidigt. Die Soldaten kamen aus Niedersachsen, Brandenburg und Mecklenburg-Vorpommern. „Einheimisch“ war damals noch das Nachschubbataillon 141 in Karow. Der Bataillonskommandeur Dietrich Robaszkiewicz und Parchims Landrat Klaus-Jürgen Iredi schritten die Front ab.

### Eingemeindungen
- 26. Oktober 1921: Quetzin
- 1. Juli 1950: Reppentin
- 1. Januar 1973: Klebe und Hof Lalchow
- 1. Januar 2011: Karow mit seinen Ortsteilen Leisten und Teerofen

## Bevölkerung
| Jahr | Einwohner |
| ---- | --------- |
| 1990 | 6376      |
| 1995 | 6060      |
| 2000 | 6036      |
| 2005 | 5830      |
| 2010 | 5648      |
| 2015 | 6055      |

| Jahr | Einwohner |
| ---- | --------- |
| 2020 | 6055      |
| 2021 | 6091      |
| 2022 | 6231      |
| 2023 | 6166      |

 Stand: 31. Dezember des jeweiligen Jahres
Die Zunahme der Einwohnerzahl zwischen 2010 und 2015 ist auf die Eingemeindung von Karow im Jahr 2011 zurückzuführen.

## Religion

### Evangelische Kirchengemeinde
Die Evangelisch-Lutherische Kirchengemeinde besteht seit 1532, als die Reformation die Stadt erreichte. Seitdem wird in der Marienkirche nach der lutherischen Lehre gepredigt. Die Gemeinde gehört im Kirchenkreis Mecklenburg zur Evangelisch-Lutherischen Kirche in Norddeutschland mit Verwaltungssitz in Schwerin und Güstrow.
Rund 1050 Gemeindeglieder bilden die größte christliche Gruppe in der Stadt. Seit dem 1. Januar 2005 ist die Kirchengemeinde mit der Nachbargemeinde Barkow/Broock (180 Gemeindeglieder, Sitz des Landesposaunenwerks M-V) verbunden, die Fusion der beiden Gemeinden ist am 1. Juli 2025 erfolgt. Die Pfarre war vom 1. Mai 2007 bis September 2020 mit einem Stellenumfang von 150 % besetzt, seitdem zu 100 %. Neben dem Gemeindedienst ist die Krankenhausseelsorge in den Plauer Kliniken ein wichtiger Tätigkeitsbereich.
Bereits seit 1980 findet in der Marienkirche im Sommer der Plauer Musiksommer mit wöchentlichen Konzerten (mittwochs 20 Uhr) ein breites Publikum. Als Landesposaunenwart bereichert Martin Huss Gottesdienste und Konzerte.

### Katholische Gemeinde St. Paulus
Nach der Einführung der Reformation 1532 in Plau spielte der katholische Glauben lange Zeit keine Rolle in der Stadt. Erst im Verlauf des späten 19. Jahrhunderts kamen Landarbeiter (Schnitter) vorwiegend aus Polen nach Mecklenburg und damit auch in die Plauer Umgebung. Zum Gottesdienst fuhren sie nach Meyenburg und nach Parchim, wo sich bereits katholische Gemeinden gebildet hatten. Der Wunsch nach einem eigenen Gotteshaus in Plau erfüllte sich erst 1921, als ein Geschäftsmann die ehemalige Synagoge kaufte und der Gemeinde als Gotteshaus schenkte. Sie diente bis zur baupolizeilichen Sperrung wegen Einsturzgefahr 2003 als Gottesdienstraum. Bis zum Herbst 2007, der Einweihung eines neuen Gemeindehauses mit Kapelle in einem umgebauten und sanierten Fachwerkhaus am Markt, fanden Gottesdienste in der evangelischen Marienkirche statt. Die katholische Gemeinde St. Paulus ist seit dem 16. Januar 2022 Teil der neu gegründeten katholischen Pfarrei Heilige Birgitta mit Sitz in Parchim. Die Oberverwaltung obliegt dem Erzbistum Hamburg.

### Neuapostolische Gemeinde
Ein neuapostolischer Prediger trat in Plau erstmals 1927 öffentlich auf. Nur schwer konnte sich die kleine Gemeinde gegen den Widerstand der evangelischen und katholischen Kirche etablieren. Ihren größten Zuwachs erlebte sie am Ende des Zweiten Weltkriegs durch die Flüchtlinge aus den Ostgebieten des Deutschen Reiches. Fanden die Gottesdienste und Zusammenkünfte der Gemeinde früher in Privathäusern statt, besaß sie seit den 1980er Jahren bis 2014 ein eigenes Gemeindehaus. Im Dezember 2014 gab sie ihre Eigenständigkeit auf und schloss sich der Gemeinde in Goldberg an.

### Jüdische Gemeinde
Erste Nachrichten über eine jüdische Gemeinde in Plau liegen 1752 vor, als erstmals zwei Schutzjuden in die Stadt zogen. Die Personenzahl in der Plauer Gemeinde war nie sehr groß: 
- 1769 = 5 Schutzjuden und ihre Familien
- 1792 = 6 Schutzjuden mit Familien
- 1810 = 53 Personen (ohne kleine Kinder)
- 1830 = 63
- 1860 = 65
- 1890 = 36
- 1925 = 13

Seit Anfang 1939 lebte kein Jude mehr in Plau.
Die neue Synagoge in der Strandstraße wurde am 23. Oktober 1840 feierlich geweiht. Nachweisbar ist eine Vorgängersynagoge in der sogenannten Judengasse (Ersterwähnung 1763), dies war jedoch lediglich ein kleiner Betraum in einem Wohnhaus. Ein kleiner, in den 1750er Jahren angelegter und mehrfach erweiterter jüdischer Friedhof am Klüschenberg besteht mit einigen historischen Grabmalen noch heute. Die letzte Beisetzung fand 1951 statt. Die Grabmale wurden im September 2008 gereinigt und ausgebessert. Am 16. September 2008 wurde ein Gedenkstein aufgestellt.

## Politik

### Stadtvertretung
Die Stadtvertretung von Plau am See besteht aus 19 Mitgliedern. Die Kommunalwahl am 9. Juni 2024 führte bei einer Wahlbeteiligung von 60,8 % zu folgendem Ergebnis:
| Partei / Wählergruppe      | Stimmenanteil 2019 | Sitze 2019 |  | Stimmenanteil 2024 | Sitze 2024 |
| -------------------------- | ------------------ | ---------- |  | ------------------ | ---------- |
| CDU                        | 40,1 %             | 8          |  | 45,3 %             | 9          |
| Wir leben Demokratie (WLD) | 25,5 %             | 5          |  | 28,9 %             | 6          |
| Liste Plau1                | –                  | –          |  | 13,0 %             | 2          |
| SPD                        | 18,8 %             | 3          |  | 12,8 %             | 2          |
| Die Linke                  | 15,6 %             | 3          |  | –                  | –          |
| Insgesamt                  | 100 %              | 19         |  | 100 %              | 19         |

1 im Februar 2024 aus der Fraktion Die Linke neu gebildet

### Bürgermeister

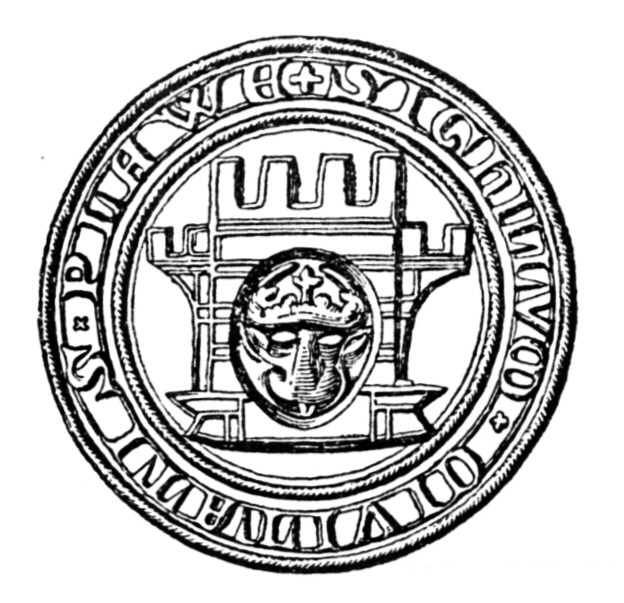
Siegel der Stadt Plau, Zeichnung nach dem Abdruck von 1354

- 1990–1994: Axel Tohtz (parteilos, CDU)
- 1994–2001: Hans-Heinrich Jarchow (SPD)
- 2001–2021: Norbert Reier (PDS/Die Linke)
- seit 2022: Sven Hoffmeister (CDU)

Hoffmeister wurde in der Bürgermeisterstichwahl am 10. Oktober 2021 mit 58,7 % der gültigen Stimmen gewählt. Seine Amtszeit beträgt sieben Jahre.

### Wappen

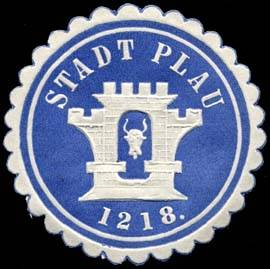
Historische Siegelmarke mit den Figuren des Stadtwappens

| Wappen der Stadt Plau am See | Blasonierung: „In Gold ein rotes, auf einem Sockel stehendes Stadttor mit fünf Zinnen, an jeder Seite eine bogenförmige Ausladung mit zwei Zinnen; in der Toröffnung ein hersehender, golden gekrönter schwarzer Stierkopf mit geschlossenem Maul und schwarzen Hörnern.“ |
| Wappen der Stadt Plau am See | Wappenbegründung: Das nach dem Siegelbild des SIGHILLVM CIVITATIS PLAWE – als Abdruck erstmals 1354 überliefert – gestaltete und im April 1858 in der jetzigen Form festgelegte Wappen vereint ein städtisches Symbol und ein Herrschaftszeichen. Während das Stadttor Plau als wehrhafte Stadt kennzeichnet, soll der richenbergische Stierkopf die Zugehörigkeit der Stadt zur einstigen Herrschaft Parchim-Richenberg deutlich machen. Das Wappen wurde am 10. April 1858 von Großherzog Friedrich Franz II. von Mecklenburg-Schwerin festgelegt, ca. 1978 neu gezeichnet und unter der Nr. 56 der Wappenrolle des Landes Mecklenburg-Vorpommern registriert. |

### Flagge

Flagge der Stadt Plau am See

Die Flagge wurde nach einem Entwurf von Heidemarie Ruchhöft durch Manfred Kruse, beide aus Plau am See, gestaltet und am 28. Mai 1996 durch das Ministerium des Innern genehmigt.
Die Flagge ist Rot – Gelb – Rot (1:4:1) längs gestreift. Der gelbe Streifen ist in der Mitte mit den Figuren des Stadtwappens in flaggengerechter Tingierung belegt: mit einem roten, auf einem Sockel stehenden Stadttor mit fünf Zinnen, an jeder Seite eine bogenförmige Ausladung mit je zwei Zinnen; in der Toröffnung mit einem hersehenden, gelb gekrönten schwarzen Stierkopf mit geschlossenem Maul und schwarzen Hörnern. Die Figuren nehmen fünf Neuntel der Höhe des Flaggentuchs ein. Die Höhe des Flaggentuchs verhält sich zur Länge wie 3:5.

### Dienstsiegel
Das Dienstsiegel zeigt das Wappen der Stadt mit der Umschrift STADT PLAU AM SEE.

### Städtepartnerschaften
- Plön, Schleswig-Holstein (seit 1990)
- Diekholzen, Niedersachsen (nach amtlicher Auskunft 2018)

## Sehenswürdigkeiten und Kultur

### Bauwerke
Es gibt mehr als 220 Einzeldenkmale in der Altstadt, die unter Denkmalschutz stehen. Zahlreiche Fachwerkhäuser sind bemerkenswert, insbesondere das Gretchenheim (Rahmwallstr. 1), Bergstr. 6, Große Burgstraße 9 und 28, Markt 13 und Markt 15, Am Eichberg 13/15, Ensemble Auf dem Eichberg 1, Stietzstraße 6, 8 und 31, Steinstraße 1, 5, 8, 14, 16 und 18, Eldenstraße 19. In vielen Häusern sind noch Türen aus der Zeit von 1800 bis 1900 erhalten.
Besonders erwähnenswert sind:
- Pfarrkirche St. Marien aus dem 13. Jahrhundert
- Reste der Burg Plau, Burgturm von 1448 mit 11 m tiefem Verlies und 3 m dicken Mauern
- Ehemalige Wassermühle Plau am See von um 1756 an der Schleuse, Vorgängerbau 1273 urkundlich erwähnt, nach dem Stadtbrand 1756 wieder aufgebaut
- Ehemalige (neue) Synagoge von 1840 in der Strandstraße
- Bürgerschule von 1860, Lange Straße, seit 1993 Kantor-Carl-Ehrich-Schule als Grundschule
- Rathaus von 1888/89 im Stil der niederländischen Neorenaissance
- Ehemaliges Postamt Plau am See von 1887, Steinstraße 70
- Wasserturm auf dem Klüschenberg (Klitzings Höhe) von 1926/1927
- Hubbrücke mit einem Hub von 1,60 m, 1916 mit Hilfe von Kriegsgefangenen errichtet
- Eldeschleuse von 1834 mit „Hühnerleiter“ von 1945, mehrfach modernisiert

Klitzings Höhe

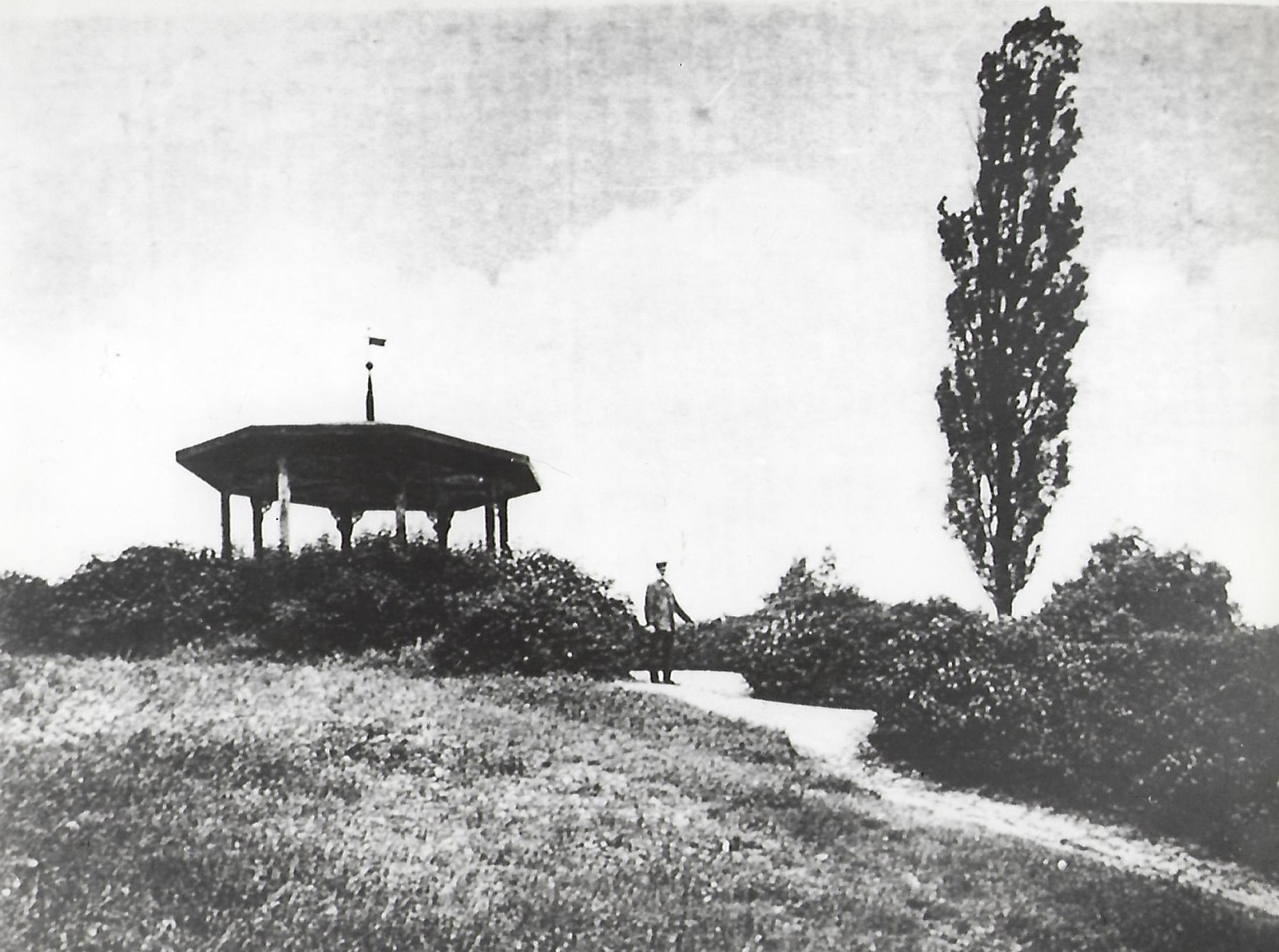
Pavillon
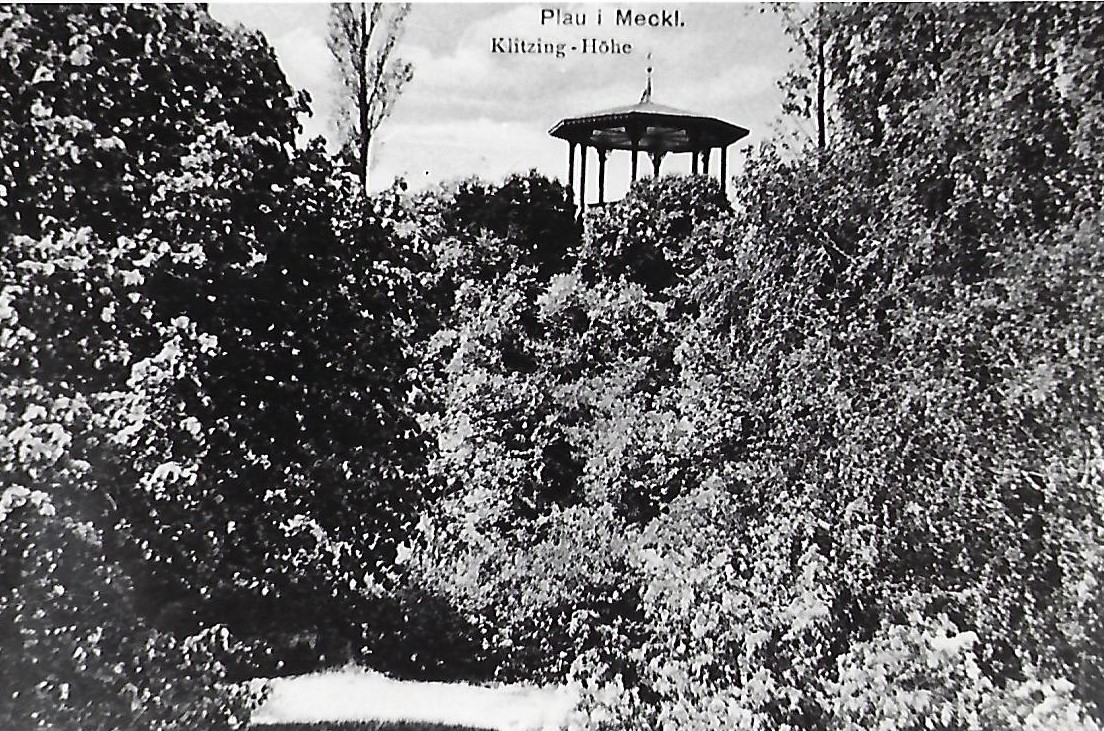
„Eierberg“
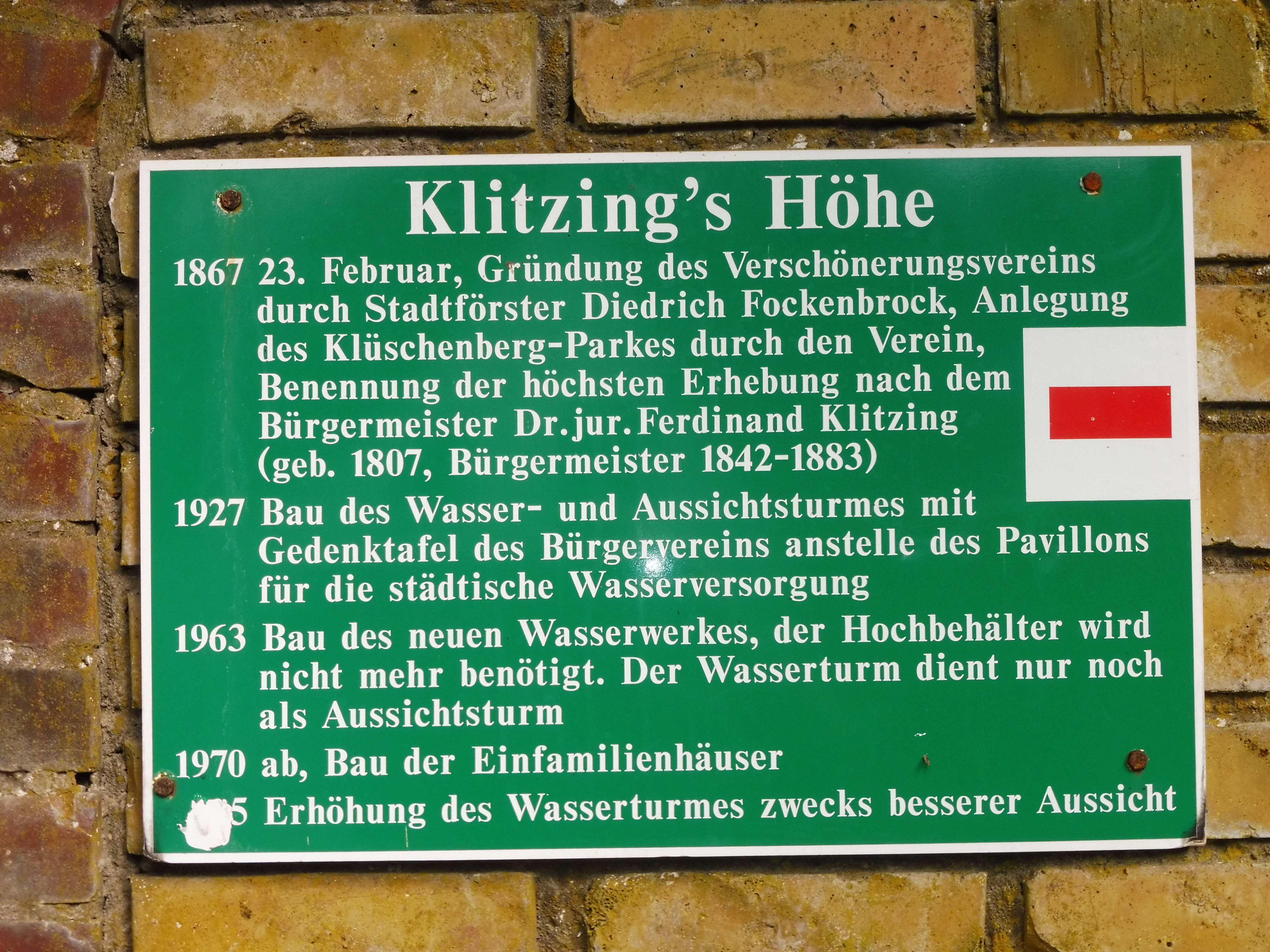
Klitzing's Höhe
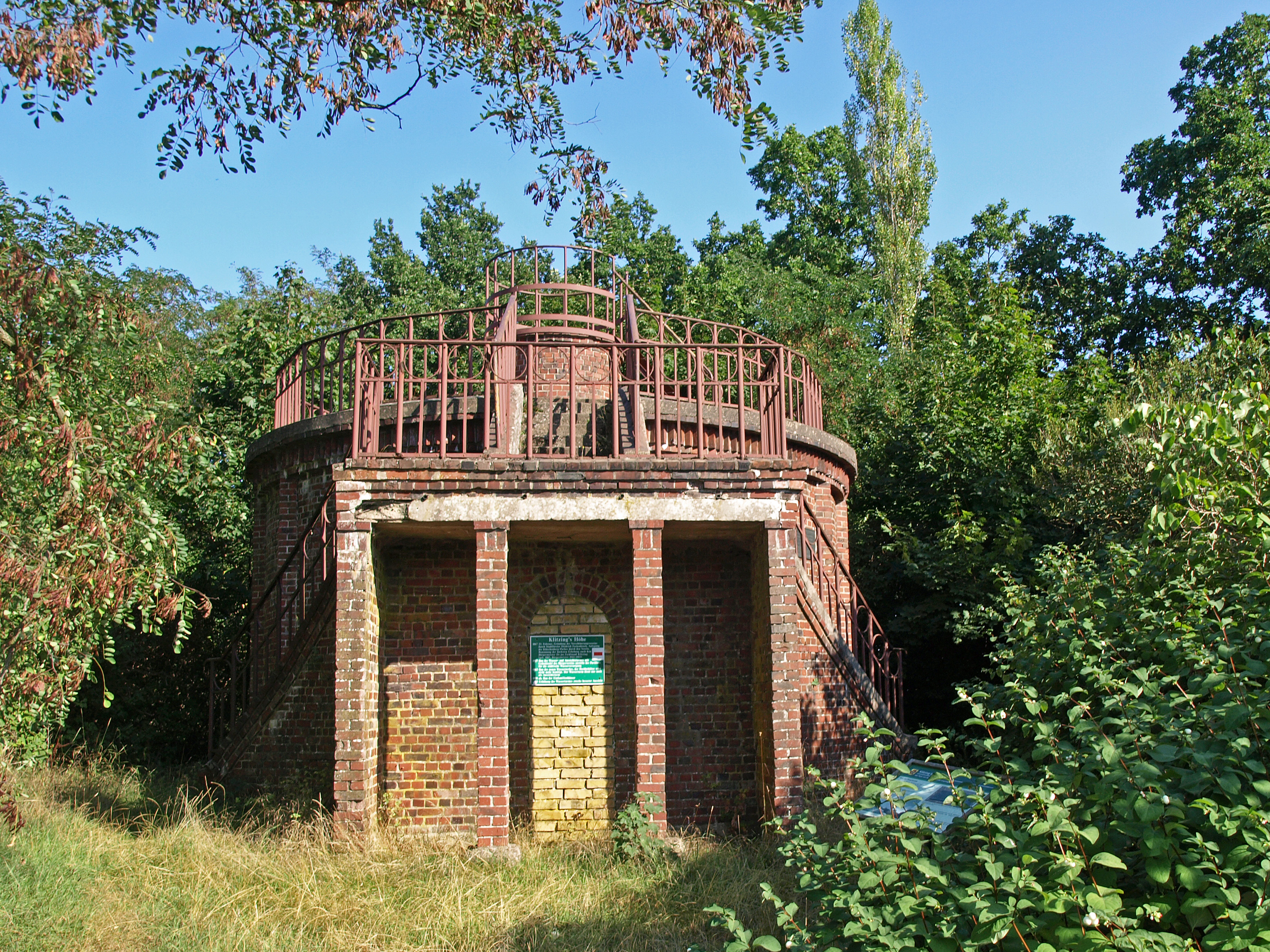
Wasserturm

### Denkmäler und Gedenksteine

Wilde-Denkmal

Denkmäler
1881: Gefallene von 1870/71 am Markt
1882: Ehrenbürger Wilhelm Wilde am Dr.-Wilde-Haus
1921: Gefallene von 1914–1918 auf dem Klüschenberg
1922: Gefallenendenkmal St. Marien 1914–1918 von Wilhelm Wandschneider
1941: Ehrenbürger Dr. Ernst Alban auf dem Friedhof
1998: Gedenkstätte für die Opfer des Zweiten Weltkrieges am Klüschenberg
Gedenksteine
1892: Stadtförster Diedrich Fockenbrock auf dem Klüschenberg
1954: Den Toten eines ungerechten Krieges zum Gedenken (auf dem Friedhof)
2008: Jüdischer Friedhof
Skulpturen des Bildhauers Wilhelm Wandschneider
1903: Coriolan an der Seepromenade
1906: Sieger im Seglerhafen
1935: Sämann und Mähender Bauer (links und rechts des Kinos)
1936: Pfennigjunge an der ehemaligen Sparkasse Steinstraße

### Natur und Erholung

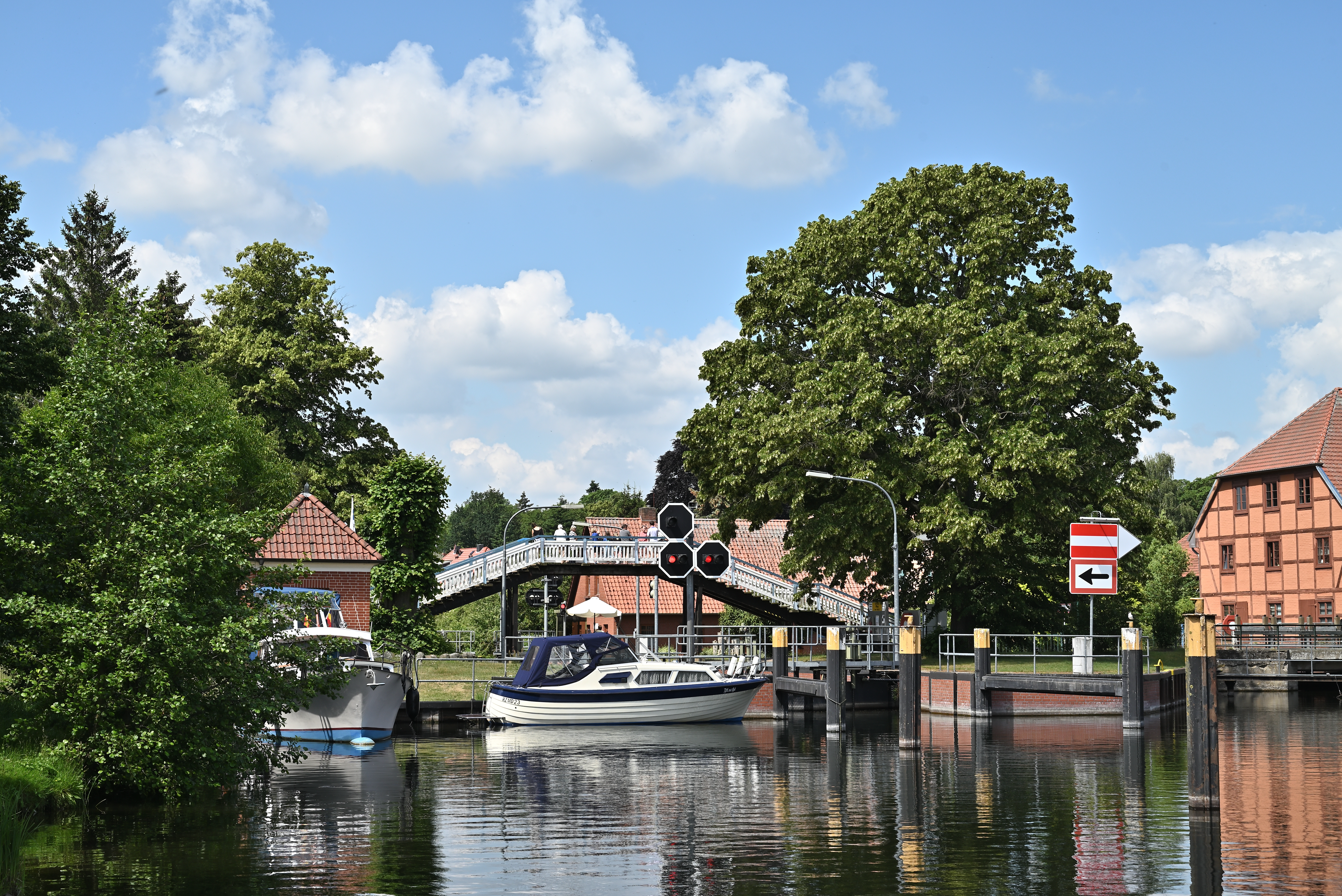
Hühnerleiter und Mühlengebäude

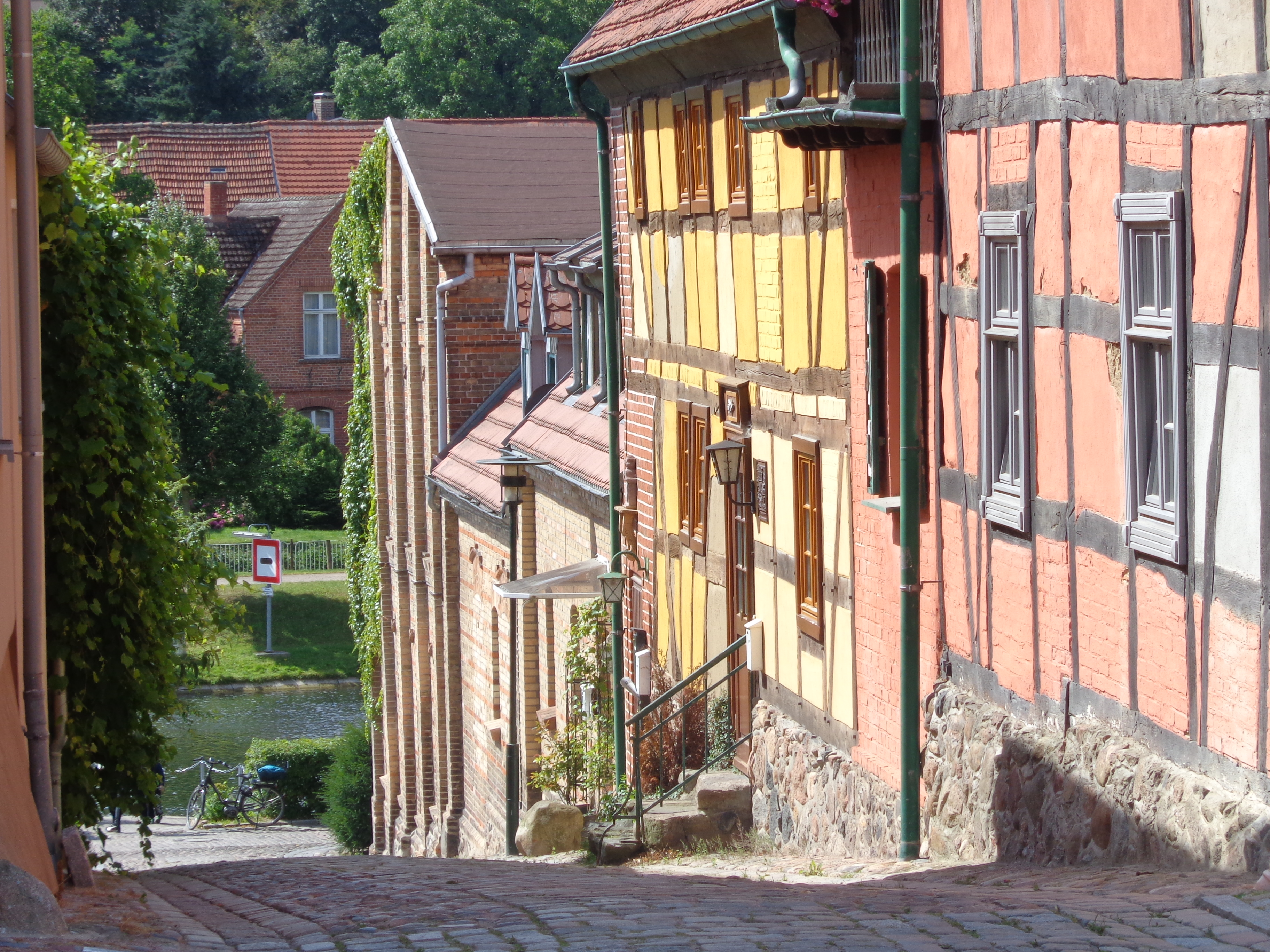
4. Wasserstraße

Die Promenade an der Elde von der Schleuse bis zum Hafen zeigt Impressionen einer Fischer- und Flößerstadt und wird vom Hafen bis an den Plauer See weiter geführt. Mit der Neugestaltung des ehemaligen Fischereistandortes „Kalkofen“ entstand dort ein neuer Standort für die Wasserschutzpolizei sowie eine Mole mit einem 13,5 m hohen Leuchtturm, der auch als Aussichtsturm dient. Die Elde kann entweder an der sogenannten Hühnerleiter (Brücke bei der Schleuse), der historischen Hubbrücke oder an der Neuen Brücke von der Umgehungsstraße (B 103) am Jachthafen überquert werden.
Der Plauer See bietet an seinen weitgehend naturbelassenen Ufern einige Badestellen. Das Nordufer des Sees steht unter Naturschutz (Naturpark Nossentiner/Schwinzer Heide).
Die Stadt ist Teil der Lehm- und Backsteinstraße, die das Gebiet südlich/südwestlich der Stadt mit den Dörfern Ganzlin (alte Brennerei), Gnevsdorf (Lehmmuseum), Retzow (Filzmanufaktur), Wangelin (Kräutergarten) und Benzin (alte Ziegelei) umfasst.
Südlich der Stadt liegt das Naturschutzgebiet Plauer Stadtwald mit mehreren kleinen Waldseen. Ein Naturlehrpfad bietet den Naturfreunden die nötigen Informationen.

### Museen
Das Burgmuseum besteht aus dem Burgturm mit elf Meter tiefem Verlies, als besonderer Sehenswürdigkeit der funktionstüchtigen ehemaligen Kirchturmuhr aus dem Jahr 1581 und dem Museum im Burghof. Es widmet sich insbesondere dem Plauer Handwerk und der Industrie des 19. Jahrhunderts. Im Mittelpunkt steht der Erfinder der Hochdruck-Dampfmaschine Ernst Alban. Eine historische Hochdruck-Dampfmaschine (Modell) und andere historische Maschinen, darunter eine fast komplette Druckerei können in Funktion besichtigt werden.
Das Bildhauermuseum Prof. Wandschneider zeigt Dokumente und Plastiken des Plauer Bildhauers Wilhelm Wandschneider, einem Ehrenbürger der Stadt. Es wurde 1994 gegründet und ist seit Mai 2014 in das Burgmuseum eingegliedert.
Das Bienenmuseum und eine private Schauimkerei liegen nördlich der Stadt in Plau-Quetzin an der B 103.

### Regelmäßige Veranstaltungen

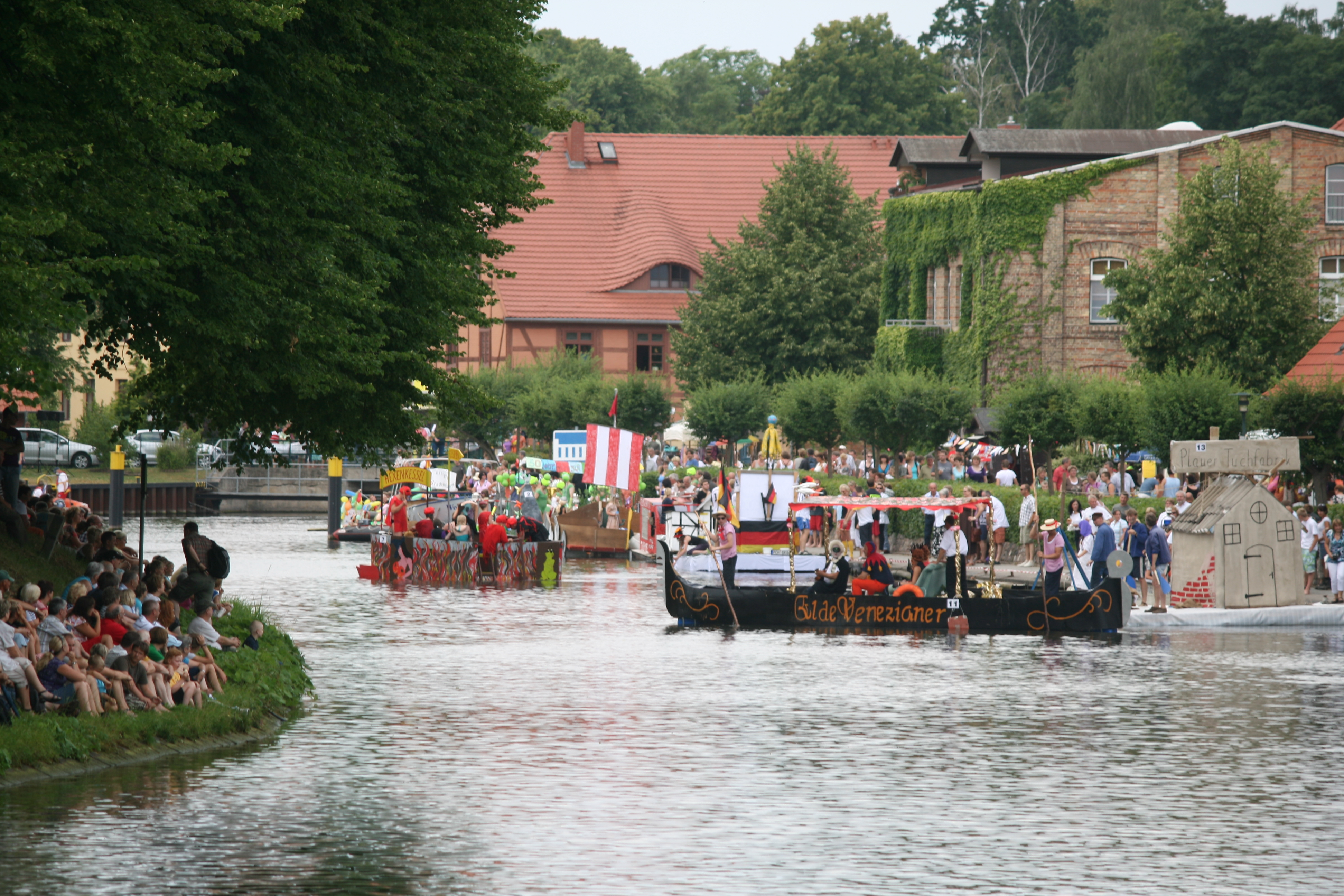
Badewannenrallye (2010)

- Der Plauer Musiksommer wird durch die evangelische Kirchengemeinde St. Marien seit 1980 mit etwa 15 Konzertveranstaltungen  präsentiert (Ende Juni bis Anfang September mittwochs 20 Uhr).
- Das Traktorentreffen, ein Anziehungspunkt für tausende Traktoren- und Oldtimerliebhaber aus ganz Deutschland und darüber hinaus, findet jährlich im Juni statt.
- Die Plauer Badewannenrallye, vom Plauer Badewannenverein seit 1989 am zweiten Wochenende im Juli auf der Elde veranstaltet, war das größte Volksfest der Stadt. Das Event fand zuletzt 2019 statt.[25] Eine einmalige Neuauflage ist am 19. Juli 2025 geplant.
- Deutschlands größtes Wasserfliegertreffen mit mehr als 100 mit ihren Modellflugzeugen teilnehmenden Wasserflugenthusiasten wird seit 1992 vom Modellflugklub Salzwedel am Plauer See im Ortsteil Seelust veranstaltet. Es findet in der Woche um den 1. Mai statt.
- Die Plauer Rittertage für Anhänger und Freunde mittelalterlicher Kultur und Kunst fanden von 2014 bis 2024 Mitte Juli und von 2022 bis 2023 im Burghof am dritten Adventswochenende die (mittelalterliche)  Plauer Burgweihnacht statt. Seither konnte mit den Veranstaltern keine Einigung auf Fortführung gefunden werden.
- Der Plauer Heimatverein e. V. veranstaltet jährlich Anfang August ein Burghoffest mit kulturellen Angeboten und einem abendlichen Konzert im Burghof.
- Seit 2021 spielt im Juli/August ein Hamburger Schauspiel-Ensemble um Manuel Ettelt, Jacqueline Batzlaff und Christian D. Trabert während der Plauer Burgfestspiele eine Sommerrevue mit dem NDR als Medienpartner.[26]
- Ein Plauer Maimarkt fand erstmals 2025 statt, bereits etabliert ist der Regionalmarkt (Herbstmarkt) Ende September, bzw. Anfang Oktober.

## Verkehr
Touristen können die Stadt mit einer Wegebahn erkunden und den See mit einem offenen Doppeldeckerbus umrunden.

### Straße
In Nord-Süd-Richtung (Güstrow–Pritzwalk) liegt Plau an der Bundesstraße 103, die im nördlichen Abschnitt (ab Kreuzung Bundesstraße 192) zur Landesstraße L 37 abgestuft worden ist. Nach Westen (Parchim) führt die Bundesstraße 191, nach Osten (Neustrelitz) die Bundesstraße 198. Östlich von Plau verläuft die Bundesautobahn 19. Nach Rostock kann man die Anschlussstelle Malchow (16 km) nehmen; das sind aber 15 km mehr als über die Landstraße und Krakow am See. Nach Berlin fährt man über die Anschlussstelle Röbel (Müritz) (22 km) und das Autobahndreieck Wittstock/Dosse. Auf die Bundesautobahn 24 nach Hamburg kommt man Richtung Westen auf der B 191 über Lübz und Parchim an der Zufahrt Neustadt-Glewe (50 km). Näher liegt der Anschluss Meyenburg (25 km), den man nach Süden auf der B 103 über Meyenburg erreicht, wodurch sich jedoch die Gesamtstrecke verlängert.
Busverkehr
Die Verkehrsgesellschaft Ludwigslust-Parchim mbH (VLP) betreibt Buslinien nach Meyenburg im Süden, Lübz, Parchim und Schwerin im Westen, Krakow am See (Anschluss nach Güstrow) im Norden, Malchow und Röbel/Müritz im Osten.
Die TUL agroservice GmbH betreibt in der Saison den „Rundbus“ mit 21 Haltestellen rund um den Plauer See. Gäste mit Kurkarten werden frei befördert. Beliebte Stationen sind die Naturparkstation Karow, Sommerrodelbahn und Affenwald Malchow, Stadt Malchow, der Bärenwald Müritz und der Seeluster Strand.

### Eisenbahn

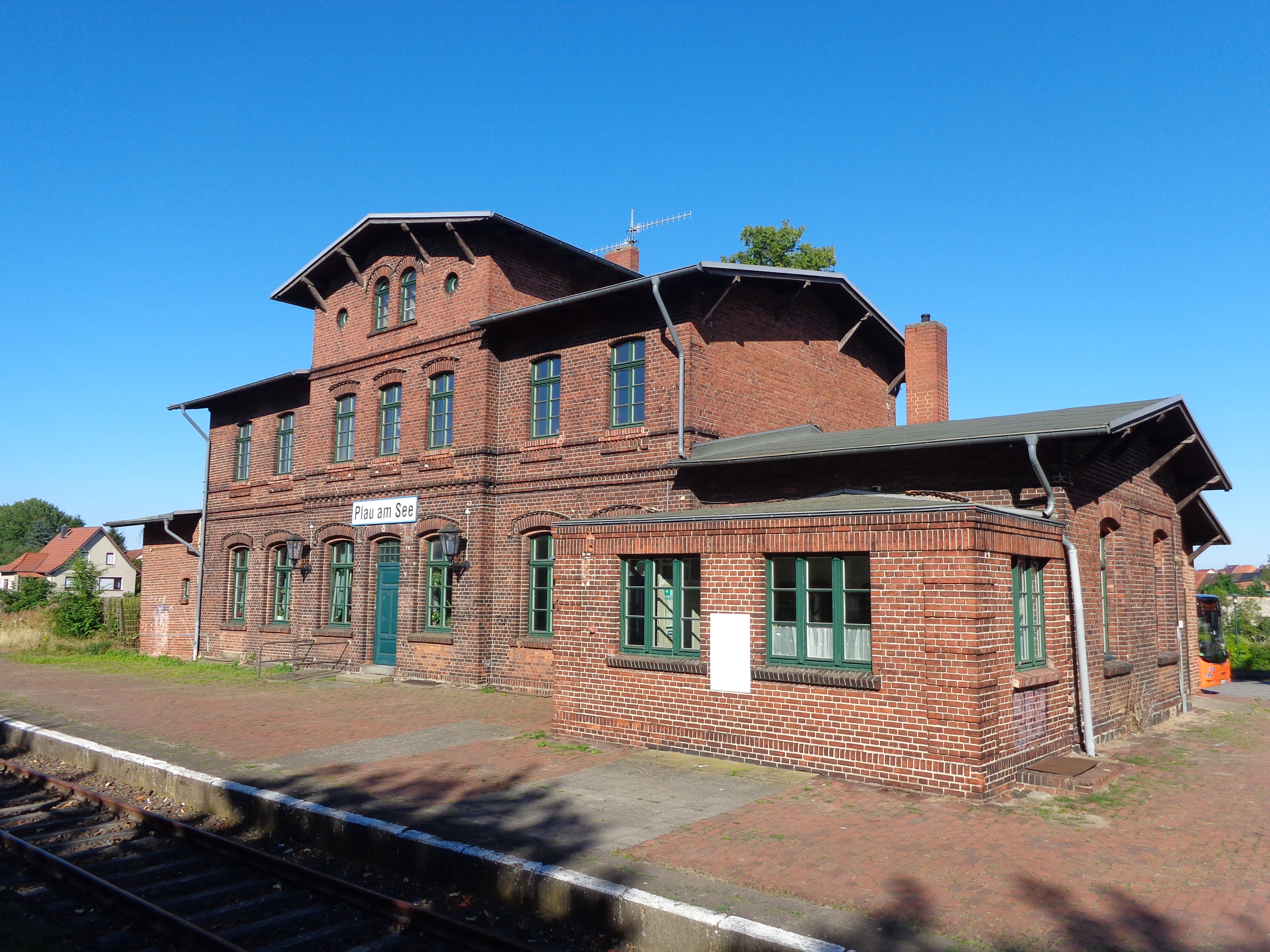
Bahnhof Plau am See von 1882

Plau liegt an der Bahnstrecke Güstrow–Meyenburg, die seit dem 24. September 2000 nicht mehr regelmäßig befahren wird und mittlerweile im Besitz der privaten RegioInfra ist. Vereinzelt fahren noch Güterzüge, im Sommer auch Traditionszüge. Über die bestehende Gleise können Güstrow, der Bahnhof Pritzwalk, der Bahnhof Wittstock (Dosse) und Malchow, mit der wichtigen Anbindung nach Waren (Müritz), technisch erreicht werden. Im sommerlichen Saisonverkehr ist Plau seit 2020 am Freitagabend, Sonnabend und Sonntag an das überregionale Bahnnetz angebunden. Die Ostdeutsche Eisenbahn verlängert dann die gut frequentierte Verbindung von Ludwigslust nach Parchim über Karow mit der Regionalbahnlinie RB 19 sowie die von Waren (Müritz) zur Inselstadt Malchow führende RB 15 nach Plau. Im Süden verlängert die Hanseatische Eisenbahn die RB 74 von Pritzwalk über Meyenburg seit 2020 in der Sommersaison an den Wochenenden und Feiertagen nach Plau.

### Schiff
Im Sommer bieten mehrere Unternehmen touristische Schiffsfahrten von Plau über Malchow bis nach Waren.

## Wirtschaft und Infrastruktur

### Allgemeine Einrichtungen
- Rathaus Plau am See, Markt 2
- Schulen
  - Regionale Schule am Klüschenberg, Wittstocker Weg 10C
  - Kantor-Carl-Ehrich-Schule als Grundschule, Lange Straße 25,
- Kinder- und Jugendzentrum, Steinstraße 96

### Kliniken

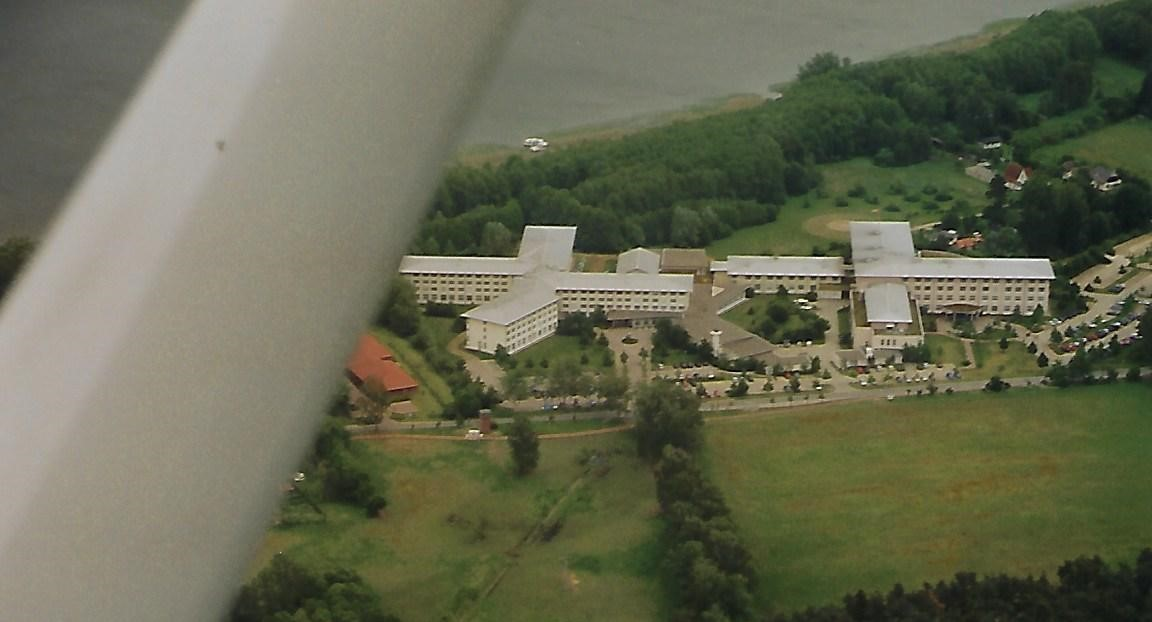
Krankenhaus in Quetzin

Die KMG-Klinik Silbermühle in Appelburg dient der medizinischen Rehabilitation von kardiologischen und onkologischen Patienten. Am anderen Ende der Stadt ermöglicht das MediClin Krankenhaus die Akutversorgung in wichtigen Fächern. Zur Klinik gehören ein Medizinisches Versorgungszentrum und zwei Rehakliniken für Neurologie und Orthopädie. MediClin ist mit rund 800 Mitarbeitern (2020) der größte Arbeitgeber der Region.

### Kirchen
- Pfarrkirche St. Marien und Evangelisch-Lutherische Kirchengemeinde Plau, Kirchplatz 3
- Katholische Kapelle St. Paulus, Markt 13

### Sport und Erholung
Plau am See und die nähere Umgebung bieten viele Möglichkeiten für Sport und Erholung.
Die Jugendherberge Plau am See ist eine der wenigen Beherbergungsstätten mit Übernachtungsplätzen für Körperbehinderte sowie Kultur- und Sportangeboten im Land Mecklenburg-Vorpommern.

## Persönlichkeiten

### Ehrenbürger
Die Stadt Plau hat die Ehrenbürgerrechte bisher an folgende um die Stadtentwicklung verdiente Personen verliehen:
- 1841: Ernst Alban (1791–1856), Gründer und Leiter der Maschinenbaufabrik in Plau
- 1880: Wilhelm Wilde (1829–1881), Arzt, Initiator und erster Leiter des Stadtkrankenhauses Plau
- 1883: Carl Ehrich (1802–1886), Kantor in Plau, Initiator des Schulneubaus 1860
- 1887: Gustav Bardey (1826–1905), Leiter der Wasserheilanstalt Bad Stuer am Plauer See
- 1899: Christian Eichbaum (1815–1905), Kämmerer und Senator in Plau
- 1904: Heinrich Haukohl (1841–1906), Großkaufmann, Gründer der Haukohl-Stiftung (Kindergarten)
- 1926: Wilhelm Wandschneider (1866–1942), Bildhauer
- 2025: Rüdiger Hoppenhöft (geb. 1935), von 1993 bis 2014 Stadtvertreter (CDU), Gründer des kulturellen „Plauer Stammtischs“[31]
- 2025: Dieter Ehrke (geb. 1936), Mitbegründer (2000) und Leiter des Burgmuseums Plau[32]

Ehrenbürgerin des Ortsteils Karow:
- Christine Steinbach, Ortschronistin

### Söhne und Töchter der Stadt
Seit Schließung der Entbindungsstation des Plauer Krankenhauses 1966 sind keine Kinder mehr in der Stadt geboren worden.
- Anna von Mecklenburg (1485–1525), Prinzessin, Landgräfin von Hessen
- August von Hedemann (1785–1859), preußischer General
- Adolph Alexander (1799–1869), Politiker und Mitglied der Hamburgischen Bürgerschaft
- Carl Genzke (1801–1879), Veterinär und Humanmediziner
- Gustav Hempel (1804–1864), mecklenburgischer Landeskundler und Autor
- Friedrich Johann Meyer (1814–1882), Bürgermeister in Malchow und Minister
- Friedrich Lange (1834–1875), Historienmaler
- Friedrich Bohndorff (1848–1921), Afrikareisender und Ornithologe
- Wilhelm Lemke (1873–1953), Komponist und Musikpädagoge
- Hans Koch (1876–1939), Maler
- Alfred Brunswig (1877–1927), Philosoph
- Ludwig Düwahl (1879–1940), Illustrator
- Wilhelm Pargmann (1884–1944), Politiker (SPD)
- Martin Karsten (1890–1995), Politiker (CDU)
- Wilhelm Techmeier (1895–1971), Kunstmaler
- Friedrich Täubrich (1920–1993), Veterinärmediziner und Politiker (CDU)
- Rudolf Elvers (1924–2011), Musikwissenschaftler
- Jürgen Gundlach (1926–2014), Philologe und Dialektologe
- Jürgen Andrees (* 1935), Politiker (CDU)
- Peter Paetzold (1935–2023), Chemiker
- Gerhard Andrées (* 1936), Kunstmaler
- Hans Peter Günther (1941–2015), Kirchenmusiker
- Peter Hackbusch (* 1958), Fußballspieler

### Mit Plau verbundene Persönlichkeiten

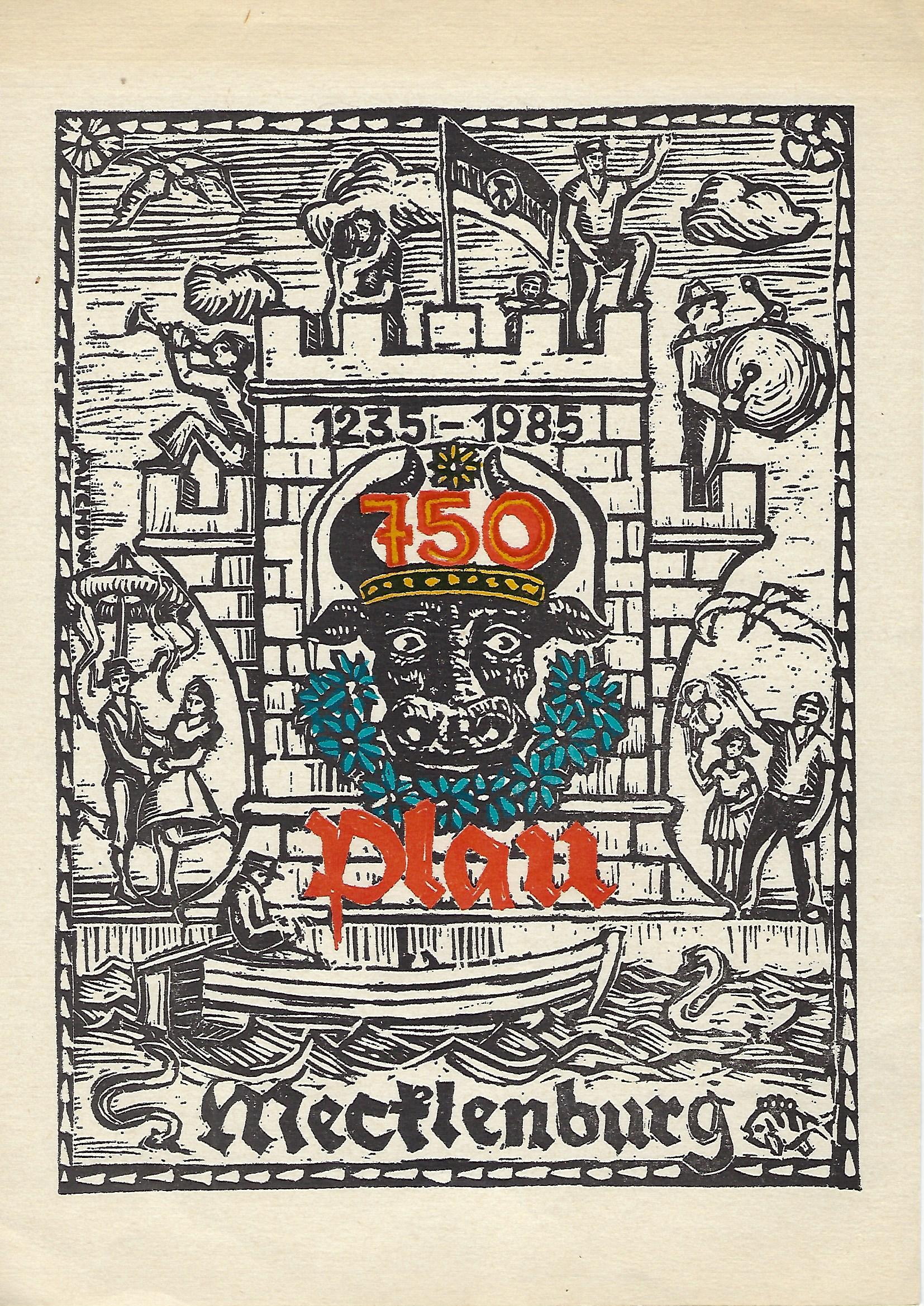
Wolfgang Muchow: 750 Jahre Plau

- Swartepape (Patrizierfamilie) (13./14. Jahrhundert), lebte in Plau
- Evert Wichtendal (2. Hälfte des 16. Jahrhunderts), Bronzegießer, lebte in Plau
- Johann Dornblüth (1784–1857), Arzt in Plau
- Ferdinand Klitzing (1807–1883), Bürgermeister von Plau
- Diedrich Fockenbrock (1819–1906), Stadtförster
- August Wiegand (1864–1945), Pastor in Plau
- Magda Wiegand-Dehn (1867–1938), Textilkünstlerin, lebte in Plau
- Albrecht-Joachim Boldt (1933–2020), Propst in Plau
- Wolfgang Muchow (1933–2002), Maler und Grafiker, lebte in Plau
- Wolfgang Nußbücker (* 1936), Orgelbaumeister, Gründer der Orgelbauwerkstatt „Mecklenburger Orgelbau“ in Plau
- Adelheid Geck (1937–2025), Musikwissenschaftlerin, Professorin, ehemals Kantorin in Plau am See
- Wolfgang Mewes (1942–2022), Naturschützer und Kranichexperte
- Rüdiger Döhler (1948–2022), 1995 bis 2008 Chefarzt, ab 2014 Chirurg i. R. in Plau
- Michael Schulz (* 1963), Jazzmusiker und Komponist, lebt zeitweise in Plau
- Fred Ruchhöft (* 1971), Historiker und Archäologe, Museumsleiter in Goldberg
- Hinnerk Schönemann (* 1974), Schauspieler, lebt bei Plau
- André Thieme (* 1975), Springreiter, Olympiateilnehmer 2021, Europameister, lebt in Plau
- Manuel Ettelt (* 1979), Schauspieler
- Raik Zeigner (* 1984), Koch, aufgewachsen in Plau